# BMW Série 6 (E24)
La BMW E24 est un coupé quatre places de luxe de BMW et le premier modèle de la Série 6. Sa production a commencé en octobre 1975 en tant que successeur de la gamme E9. L’E24 a été officiellement dévoilée au Salon international de l'automobile de Genève en mars 1976. Elle anticipait largement l'apparition de la Série 7 (E23) présentée en mai 1977, mais elle était quand même basée sur un empattement modifié et légèrement raccourci de la première Série 5 (E12). À partir de l'année modèle 1982, le nouvel empattement de la nouvelle Série 5 E28 ainsi qu’un châssis nouvellement réglé a été utilisé.
En avril 1989, la production de l'E24 a pris fin. Sa successeur était la Série 8.

## Historique du modèle

### Général

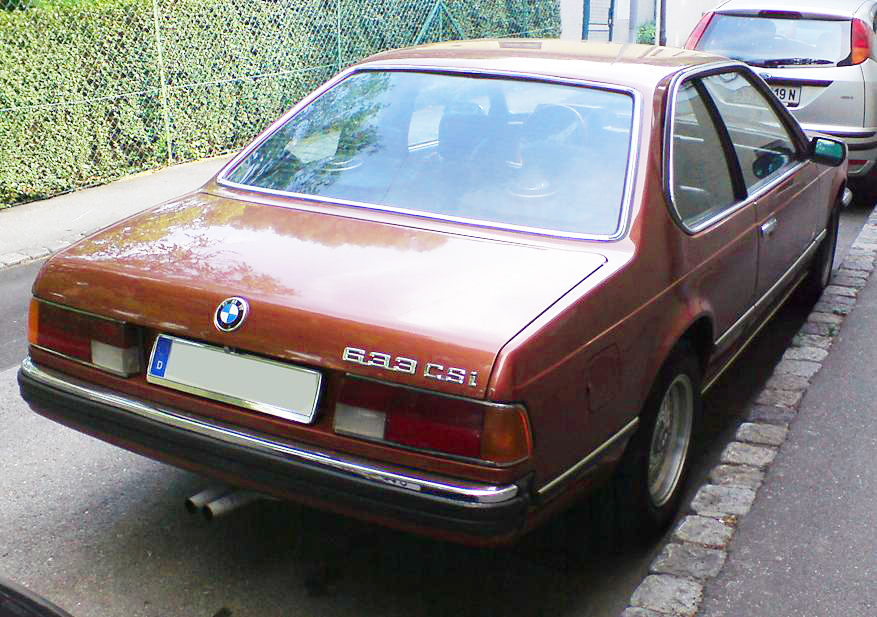
Arrière de la 633 CSi (1976–1982)

En tant que successeur de sa prédécesseuse, l’E9, l’E24 est plus longue et plus large. Les tests de collision effectués au cours du développement ont abouti à une structure de carrosserie plus lourde mais aussi nettement plus rigide et plus sûre. Le poids supplémentaire a apporté un équipement plus axé sur le confort. Le montant B nouvellement ajouté était recouvert de plastique noir afin de visuellement créer l'impression d'une zone de fenêtre continue sur le côté, comme sur la prédécesseuse. En raison du montant B, cependant, les vitres latérales arrière ne pouvaient être abaissées que d'environ 20 cm.
À l'intérieur de l’E24, le designer en chef de BMW, Paul Bracq, avait encore affiné l'élément de conception du cockpit tourné vers le conducteur introduit avec la première BMW Série 5 (E12) introduite à l'été 1972; Depuis l'introduction de la première Série 3 (E21) en août 1975, les commandes et affichages de la console centrale sont tournés vers le siège conducteur. Cet élément de design a été conservé pendant plus de 25 ans sur tous les modèles de production (à l'exception de la BMW M1).
L’E24 a été initialement entièrement construite par Karmann. À partir d'août 1977, seules les carrosseries y sont fabriquées en raison d'une qualité fluctuante et le produit final est assemblés dans l'usine BMW de Dingolfing. Des moteurs six cylindres en ligne (M30/M88) d'une puissance comprise entre 135 et 210 kW ont été installés. Au total, 86 219 voitures ont été fabriquées. Des modèles raffinés étaient disponibles auprès des sociétés Alpina, Hartge et Schnitzer Motorsport, y compris l'Alpina B7 Turbo Coupé d'une puissance allant jusqu'à 243 kW (330 ch).
Les deux premiers véhicules de série, une 630 CS portant le numéro de châssis 4360001 et une 633 CSi portant le numéro 4375001, sortent de la chaîne de montage le 15 octobre 1975.
Une version 635 CSi Motorsport Edition, version ECE UK destinée au marché britannique (option code usine 129) a été fabriquée à 181 exemplaires, et proposée en boîte automatique (220 ch sans catalyseur) avec conduite à droite (RHD). Les numéros de châssis (VIN) de cette édition limitée sont possiblement compris après 8188000 et jusqu’à 8188766, en alternance avec les numéros de châssis des versions standards ECE UK non-catalysées à boîte automatique, produites jusqu’en avril 1989. Il est à noter que les versions ECE (hors UK) de 1989 pouvaient, elles aussi, puiser dans le catalogue BMW, toutes les options et accessoires nécessaires à la réalisation de cette série spéciale, avec en outre un choix de coloris ne se limitant pas seulement aux trois couleurs proposées sur l’édition limitée anglaise (Misano red, Nogaro silver metallic et Macao blue metallic). Les clients des dernières versions ECE (211 ch) catalysées non-UK (N° châssis jusqu’à 1275949 et N° châssis jusqu’à 1280940 pour les boîtes automatiques) pouvaient, en option, demander la suppression du catalyseur. Il était donc possible de réaliser sa propre version "Motorsport Edition", à la carte, pour ces séries-là (manuelles et automatiques).
La dernière E24, une 635 CSi Lachssilber automatique portant le numéro de châssis 1280940, a été fabriquée le 14 avril 1989 et livrée le 31 mai 1989 a un client en Allemagne chez qui elle avait déjà été immatriculée le 26 mai 1989. La série a donc été interrompue au profit du plus grand coupé Série 8 E31.
La M635 CSi, quant à elle, produite d’octobre 1983 à février 1989, a subi diverses évolutions esthétiques (six au moins) au cours de sa commercialisation, toutes mineures. Il y a donc la possibilité de trouver plusieurs variantes, tantôt catalysées, tantôt pas. Les versions japonaises, dénommées M6 (code modèle 5519), étaient livrées avec le volant à gauche (LHD), et étaient quasi similaires aux versions européennes, sinon catalysées (260 ch - moteur S38B35). Tout comme sa sœur à 12 soupapes, une version Motorsport Edition (ECE UK) a été importée au Royaume-Uni, d’octobre 1988 à janvier 1989, et limitée à 20 exemplaires disponibles avec les mêmes 3 coloris. Les toutes dernières versions ECE UK (portant les N° de châssis jusqu’à 0760524) de février 1989, avaient la particularité d’être construites selon les rares spécifications "phase 3" des 635.
Avec une période de production de plus de 13 ans, l’E24 est la gamme de modèles de BMW à avoir duré le plus longtemps. Durant cette période, 86 216 coupés ont été construits.

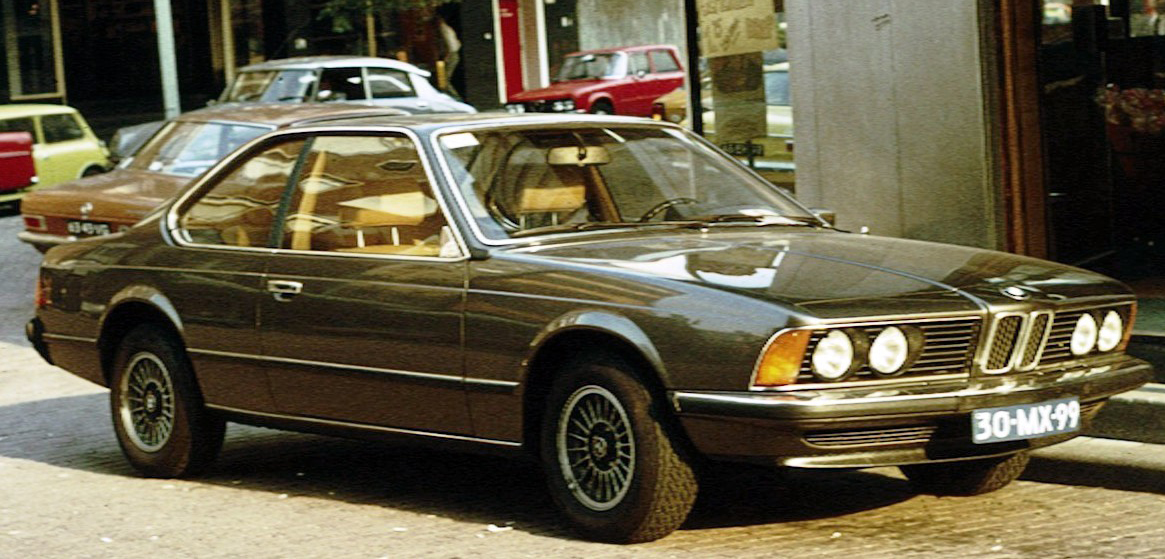
BMW 630 CS (1976–1979)
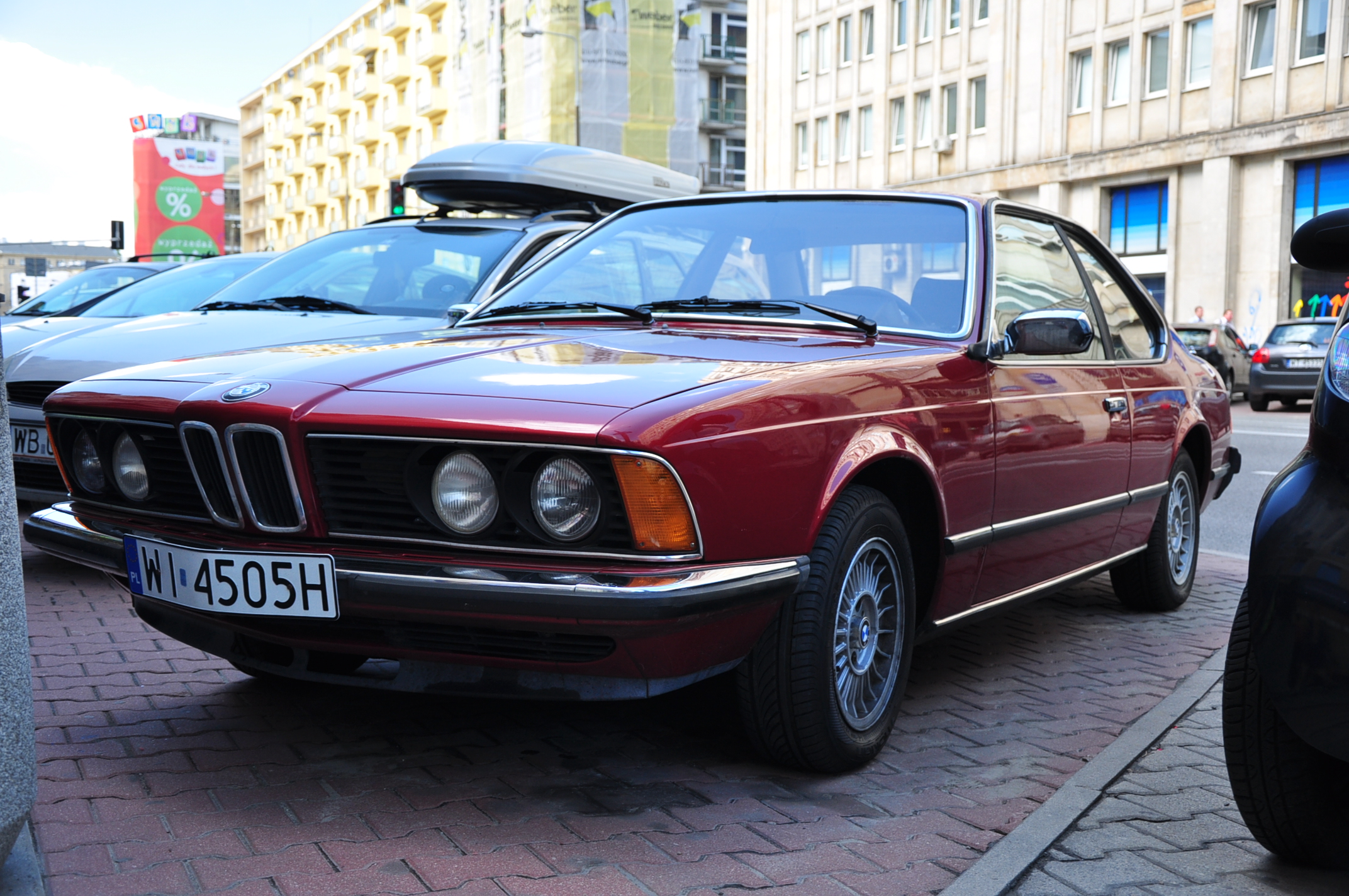
BMW 633 CSi (1976–1982)
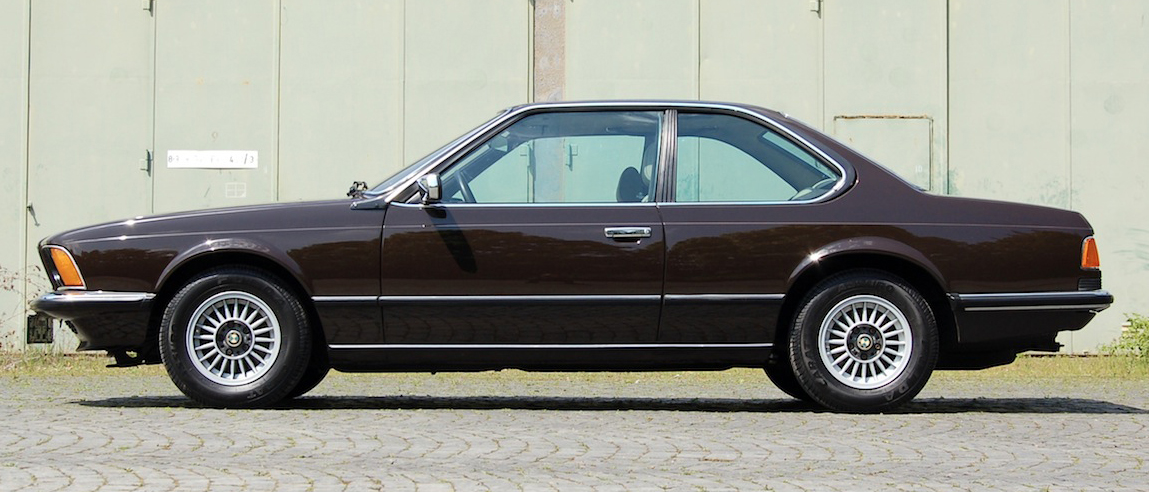
BMW 628 CSi (après le lifting, 1982–1987)
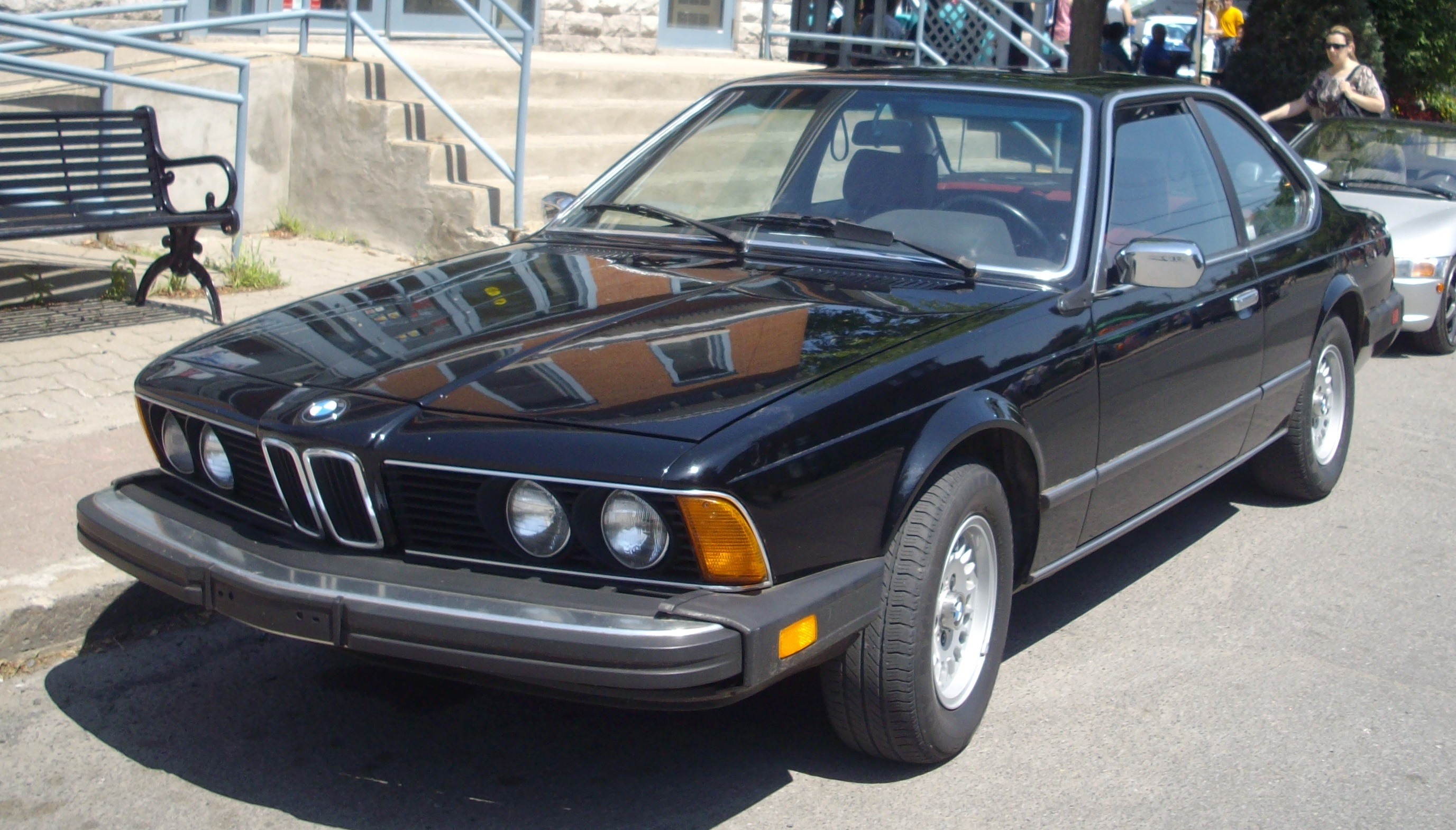
BMW 633 CS, version américaine (1987–1989)
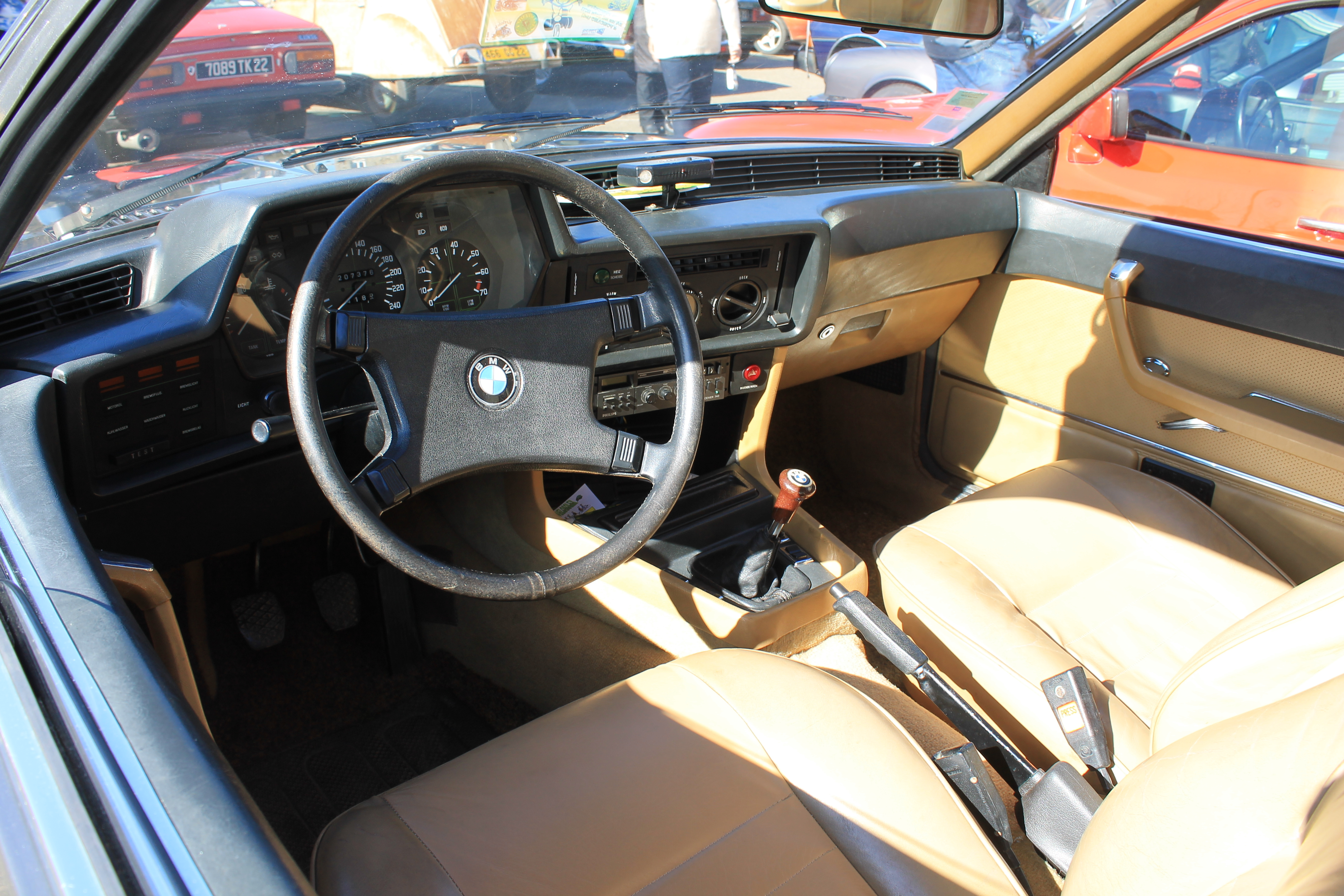
BMW E24, intérieur jusqu'au lifting de 1982

### 1976: 630 CS et 633 CSi
Au début de la production en série, la 630 CS était disponible avec un moteur à carburateur de 3,0 litres et la 633 CSi avec une injection d'orifice de 3,2 litres; aux États-Unis, il y avait la 630 CSi avec un convertisseur catalytique standard au début des ventes. Le prix de base était de 40 600 Deutsche Mark pour la 630 CS et de 43 100 Deutsche Mark pour la 633 CSi.
Une innovation technique était le soi-disant Check Control, qui, d'une simple pression sur un bouton, pouvait montrer au conducteur le fonctionnement des feux stop et arrière, le niveau de liquide de refroidissement, d'huile moteur, de liquide de frein et de lave-glace, et l'épaisseur suffisante des plaquettes de frein.
L'équipement standard était assez complet par rapport aux normes de l'époque, y compris des caractéristiques de confort telles que le verrouillage centralisé électrique, vitre électrique, rétroviseurs extérieurs à réglage électrique, siège conducteur réglable en hauteur, volant réglable en longueur et verre calorifuge ainsi que des détails de sécurité tels que la direction assistée avec colonne de direction de sécurité et pare-brise en verre feuilleté. Il y avait aussi des jantes en aluminium, des phares halogènes et un feu antibrouillard arrière, le compte-tours n'était pas une évidence à l'époque. L’E24 construite par Karmann était équipée de série de sièges en cuir partiel (tissu pour la surface d'assise et le dossier, cuir pour les traversins d'assise et le dossier), la Série 6 construite par BMW à partir de 1977 avait des sièges complètement en cuir. Les sièges arrière ont tous été conçus comme des sièges individuels.
Les extras optionnels disponibles d’usine comprenaient la climatisation, un toit ouvrant électrique ou manuel et une transmission automatique à 3 vitesses.

### 1978: 635 CSi
Afin de combler le créneau sportif après les deux modèles de base plus axés sur le confort, la 635 CSi avec un moteur à injection de collecteur d'admission de 3,5 litres et 218 ch a été ajoutée à la gamme de modèles en 1978 au prix de 49 400 Deutsche Mark. À l’extérieur, elle différait des deux autres modèles par des spoilers avant et arrière, des bandes latérales décoratives et des roues BBS à rayons croisés en aluminium.
Le châssis a reçu des amortisseurs plus fermes avec des stabilisateurs renforcés et une boîte de vitesses à cinq rapports et un différentiel à glissement limité avec un degré de blocage de 25% (40% moyennant un supplément) étaient de série. À l'intérieur, il y avait le choix entre des sièges en cuir ou des sièges sport Recaro à l'avant, qui étaient disponibles pour les 630 CS et 633 CSi moyennant un supplément, et les instruments dans le cockpit comportaient des pointeurs rouges dans la 635 CSI au lieu de blancs.
Grâce au moteur désormais plus gros avec un couple plus élevé et plus de puissance, la 635 CSi peut même battre la Porsche 928 et la Mercedes-Benz 450 SLC 5.0, qui ont toutes deux de gros moteurs V8 et 240 ch (environ 240 ou 232 km/h en vitesse de pointe; 228 km/h pour la 635 CSi), pour l’accélération de 0 à 200 km/h, la 635 CSi est environ deux secondes plus rapide, à 36,5 s, que ses concurrentes plus chères d'environ 10 000 Deutsche Mark.

### 1979: 628 CSi
La 630 CS, qui n'était déjà plus tout à fait au goût du jour au début de sa production en série et qui, avec son moteur de trois litres à carburateur double corps Solex, consommait plus que la 633 CSi plus puissante et de plus grosse cylindrée, a été remplacée en 1979 par la 628 CSi, dont le moteur à injection dans la tubulure d'admission de 2,8 litres développant 184 ch est repris de la 528i et les performances moteur et de conduite de l'ancien moteur trois litres sont quasiment atteintes. Grâce au L-Jetronic, il y a non seulement une réduction significative de la consommation de carburant, en particulier en circulation urbaine, mais le moteur plus petit fonctionne également mieux. La 628 CSi coûtait initialement 46 000 Deutsche Mark.

### 1982: premier lifting

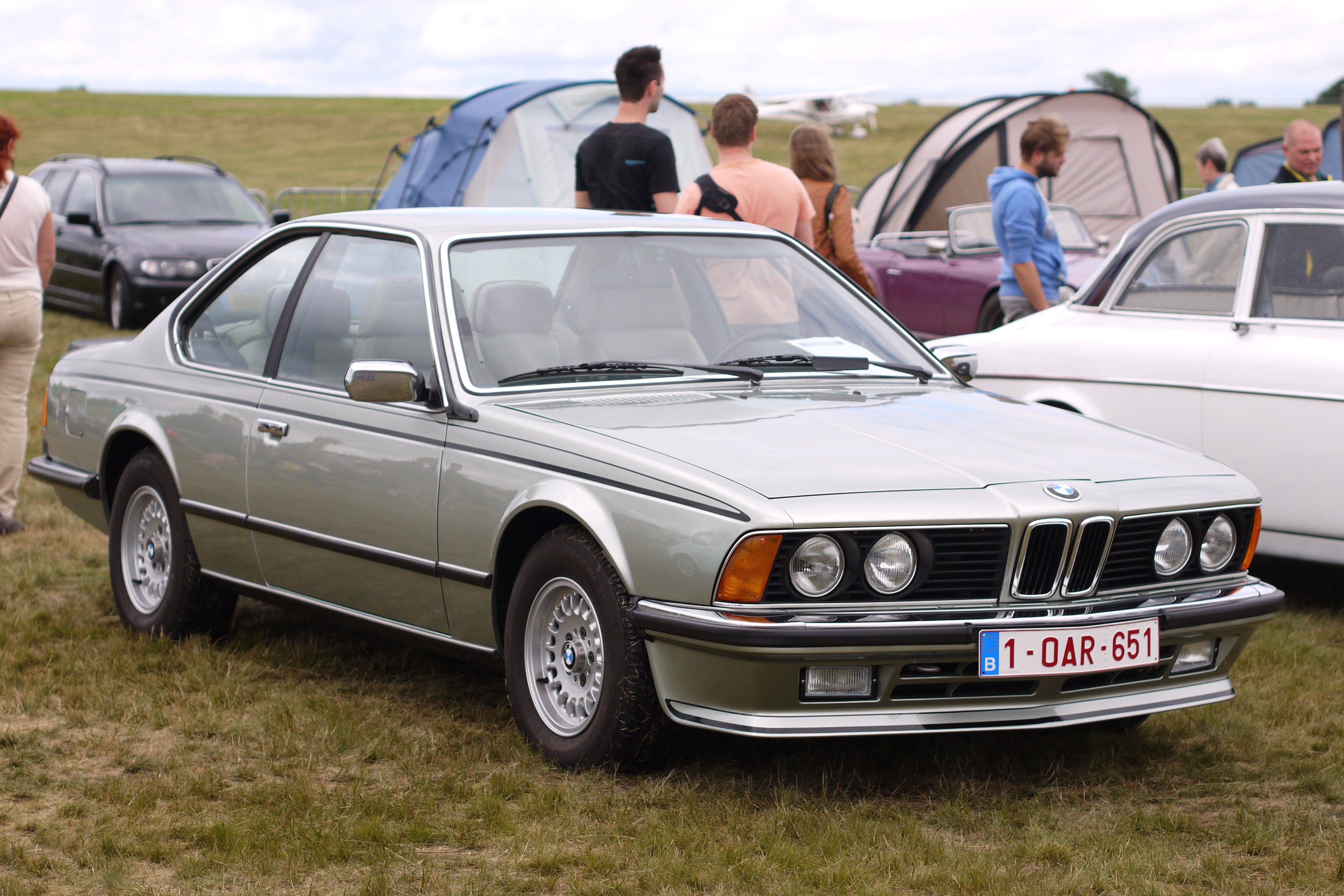
E24 de 1982

Lors du grand lifting de mai 1982, il y a surtout eu des changements techniques fondamentaux : la Série 6 a été portée au niveau de l’E28, successeur de l’E12, tant au niveau de la technologie du châssis que du moteur. Les modifications apportées au châssis ont également permis de revoir la structure de la carrosserie, rendant la carrosserie non seulement plus légère d'environ 50 kg, mais également plus rigide. Le L-Jetronic de la 635 CSi a été remplacé par le Motronic plus moderne de Bosch, le moteur de la 628 CSi a continué à fonctionner sans changement. La 633 CSi n'était plus proposée en Allemagne et a été produite pour d'autres marchés jusqu'en 1984. L'ABS est devenu la norme pour la 635 CSi, il était disponible en option pour la 628 CSi et n'est devenu une partie de l'équipement standard qu'à partir de 1984.
Grâce au poids réduit, à la commande moteur révisée et à l'engrenage de transmission à 5 vitesses désormais standard, les valeurs de consommation ont été considérablement réduites : de 9,1 % ou 1 l/100 km dans la 628 CSi et jusqu'à 17,9 % ou 2, 1 l/100 km dans la 635 CSi.
Les zones avant et arrière ont été légèrement révisées : des tabliers avant plus grands étaient désormais généralement installés, dans lesquels les phares antibrouillard (en option) étaient désormais installés, à l'arrière, le pare-chocs atteignait les passages de roue. Sur la 635 CSi, les antibrouillards (de série) sont désormais intégrés dans le becquet avant. La désignation de type officielle était désormais BMW 6 CS/1.
À l'intérieur, les instruments ont été modifiés : le compteur de vitesse n'était plus au milieu du combiné d'instrumentations, le compte-tours était flanqué à droite et la jauge de carburant et l'affichage de la température du liquide de refroidissement à gauche, mais comme dans la BMW E28 qui a déjà été introduit et la BMW E23 rénovée, le compteur de vitesse et le compte-tours sont désormais de la même taille et déplacés vers l'extérieur, la jauge de carburant et l'affichage de la température sont disposés l'un au-dessus de l'autre au milieu, entre les deux se trouve le service d’affichage a intervalle, qui est maintenant également présent dans l'E24. À partir de la charge du moteur et de la fréquence de démarrage à froid, cela calcule le temps jusqu'à la prochaine vidange d'huile ou la prochaine inspection, et le changement de liquide de frein est demandé une fois par an.
Le Check-Control n'était plus seulement actif sur simple pression d'un bouton, mais surveillait désormais automatiquement le niveau de liquide de refroidissement, le niveau d'huile moteur, les feux de croisement, les feux stop, les feux arrière, les feux de plaque d'immatriculation et le niveau de liquide lave-glace, si une erreur était détectée, elle était signalée par un gong électronique et un voyant d'avertissement placé au centre; Le niveau de liquide de frein et l'épaisseur suffisante des plaquettes de frein sont désormais surveillés séparément.
Autre nouveauté, l'ordinateur de bord, disponible en option dans la 628 CSi et de série dans la 635 CSi, qui affichait non seulement l'heure et la date, mais aussi la température extérieure (avec un avertissement de gel lors de températures inférieur à +3° C), la vitesse moyenne et la consommation de carburant, il est possible de programmer une limite de vitesse qui, si elle est dépassée, est avertie par un signal acoustique. De plus, une distance de trajet pouvait être saisie, à partir de laquelle l'ordinateur de bord prédisait une heure d'arrivée à l'aide de la distance déjà parcourue après le début du trajet et de la vitesse moyenne. Un antidémarrage était également possible après la saisie d'un code, ce qui incitait l'utilisateur à ressaisir le code après avoir remis le contact, après trois tentatives infructueuses, le contact serait bloqué et le klaxon du véhicule serait allumé pendant 30 secondes. En 1984, la fonction de calcul de l'heure d'arrivée est abandonnée, mais l'affichage déroulant des informations sur l'ordinateur de bord, alors appelé BC II, peut être commandé à distance depuis la manette des clignotants. L'affichage lui-même est passé des LED à un écran LC rétroéclairé.
Au lieu des trois cadrans pour la température (à gauche), le volume d'air (au milieu, avec une horloge analogique jusqu'en 1979 et numérique plus tard) et la distribution d'air (à droite), il y avait deux cadrans extérieurs pour la température et le volume d'air, avec, entre les deux, trois curseurs pour la distribution du volume d'air. Il y a maintenant un contrôle électronique de la température pour la température intérieure. L'horloge numérique, qui est également disponible en option avec l’affichage de la température extérieure ou sur l’ordinateur de bord, est située en bas à droite de la console centrale, avec un espace pour l'autoradio à gauche. Cependant, le schéma fonctionnel du système de climatisation, disponible en option, n'a pas changé : l'air à refroidir est toujours aspiré de l'intérieur à travers une grille située au bas de la console centrale, refroidi et renvoyé dans l'intérieur par la grille centrale du tableau de bord, en utilisant le principe de la recirculation. Une distribution de l'air refroidi vers le pare-brise ou le plancher n'était (et resterait) pas possible. Des commutateurs différents pour les vitres électriques et les rétroviseurs extérieurs ont également été introduits.
Le verrouillage centralisé standard dispose désormais d'un verrou de déverrouillage supplémentaire pour protéger contre le vol, ce qui empêche l'ouverture du véhicule de l'intérieur lorsque le verrou est activé. Les gicleurs de lave-glace et le rétroviseur extérieur côté conducteur sont chauffés électriquement; l'actionnement de la poignée de porte active le chauffage de la serrure de la porte conducteur.
En Allemagne, une 628 CSi (de mars 1982) coûtait 51 800 Deutsche Mark, une 635 CSi coûtait 61 300 Deutsche Mark. Avant le deuxième lifting, le prix de la 628 CSi (d’avril 1987) était de 67 000 Deutsche Mark et celui de la 635 CSi était de 78 000 Deutsche Mark.

### 1984: M635CSi

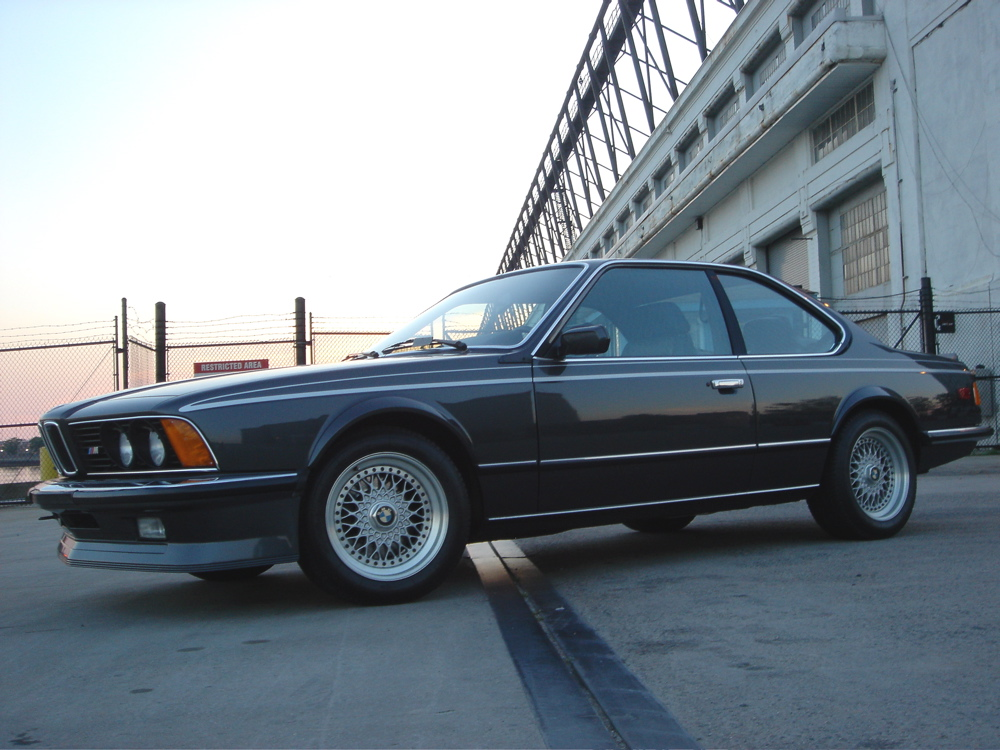
BMW M635CSi (1985)

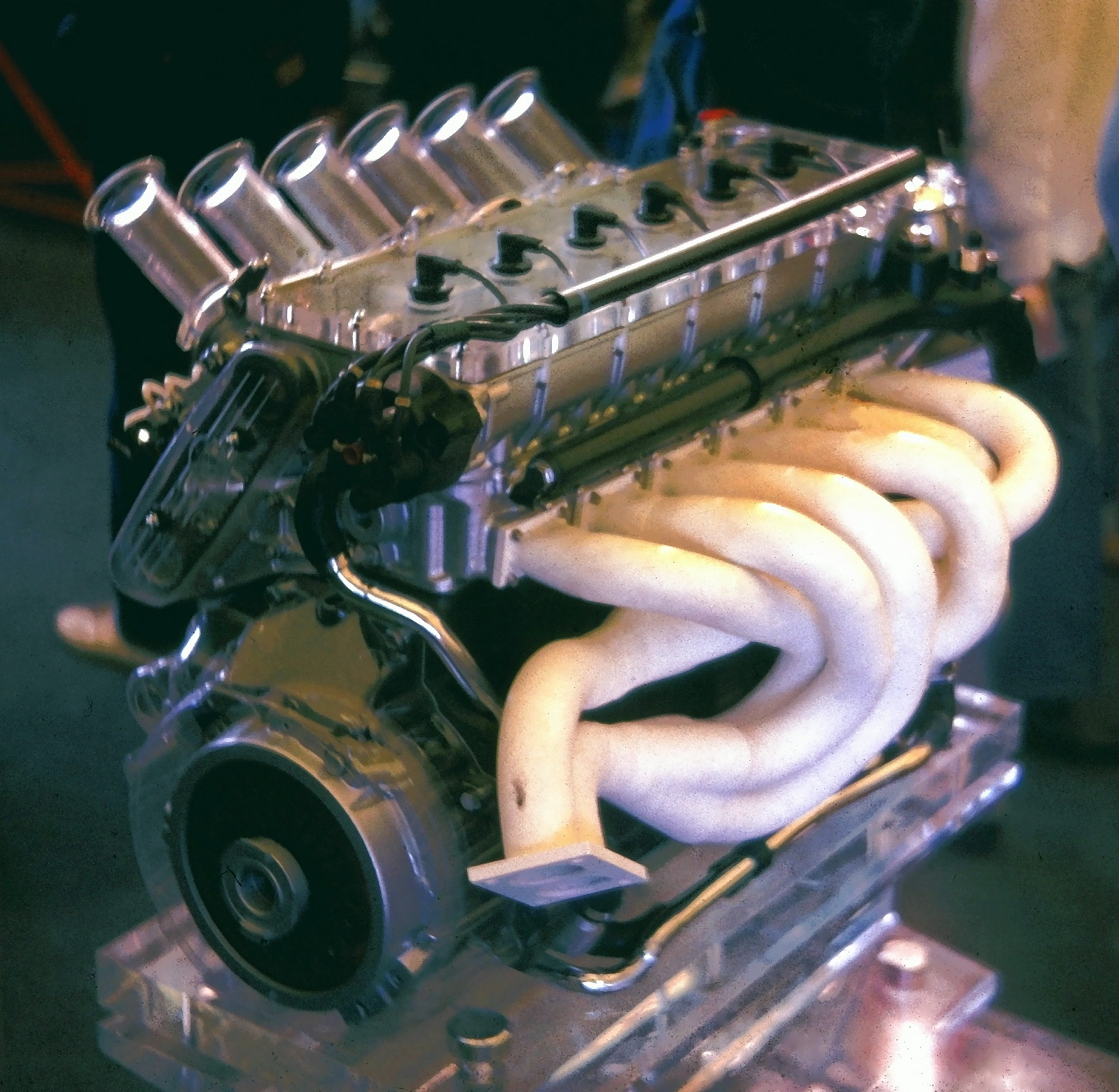
Moteur M88 de BMW, en partie en plexiglas à des fins d'exposition

À partir d'avril 1984, il y avait une version sportive de la BMW 635 CSi, la BMW M635CSi conçue par BMW Motorsport GmbH mais construite par BMW AG (contrairement à la première M5 de la gamme E28, qui est sortie de la chaîne de montage chez Motorsport et par conséquent la lettre M du fabricant BMW Motorsport GmbH figurait sur le moteur du véhicule), elle était équipée d'un moteur à quatre soupapes révisé avec deux arbres à cames en tête (DOHC) dérivés de celui de la BMW M1. Le code moteur pour le moteur à haute compression est M88/3, S38B35 pour le moteur à basse compression de la variante du véhicule avec un convertisseur catalytique à trois voies régulées. Pour le S38B35, une compression inférieure était nécessaire car l'essence sans plomb n'était pas encore disponible avec un indice d'octane élevé comparable à de l'essence premium. Lorsqu'elle est apparue pour la première fois dans les listes de prix en 1983, la M635CSi coûtait 89 500 Deutsche Mark; en septembre 1986, la M635CSi avec convertisseur catalytique coûtait 102 050 Deutsche Mark.
La transmission manuelle renforcée de Getrag avec la désignation 280/5 était une transmission sportive avec une première vitesse plus longue et un écart étroit, mais elle n'avait pas le schéma de changement de vitesse sport avec la première vitesse située en bas à gauche (aussi appelé "dog-leg shifter") de la BMW M535i (E28). La transmission de l'essieu arrière a reçu un différentiel autobloquant multidisque avec un degré de blocage de 25%.
Le châssis a été adapté aux performances de conduite plus élevées, il a été abaissé de 10 mm en utilisant d'autres ressorts, des amortisseurs à pression de gaz et des stabilisateurs renforcés. Les freins ont également été renforcés, des disques de frein plus grands d'un diamètre de 300 mm (ventilés de l'intérieur) ont été utilisés à l'avant, complétés par des étriers fixes à quatre pistons à l'avant. Le système de freinage a été conçu comme un système de freinage à double circuit (les modèles les plus faibles avaient des étriers flottants à un piston tout autour, des disques de frein d'un diamètre de 284 mm et un système à double circuit en diagonale). L'ABS était de série.
La plus grande batterie de démarrage, désormais d'une capacité de 88 Ah, était logée dans le coffre, d'une part parce qu'il n'y avait plus de place dans le compartiment moteur, et d'autre part parce que la charge plus élevée qui en résultait sur l'essieu arrière améliorait la traction.
Extérieurement, la M635CSi différait des autres modèles en ce qu'elle avait un bas de caisse avant avec phares antibrouillard intégrés, un aileron arrière (comme la 635 CSi) et des rétroviseurs extérieurs peints couleur carrosserie; contrairement aux modèles les plus faibles, les rétroviseurs extérieurs côté conducteur et passager avant étaient ici de série. Si les pneus 240/45 VR 415 TRX plus larges sur jantes BBS forgées étaient commandés en tant qu'équipement spécial (la version standard avait des pneus TRX 220/55 VR 390 sur des jantes Fuchs forgées), des panneaux de découpe peints dans la couleur du véhicule étaient ajoutés pour les roues.
Des sièges sport et un volant sport en cuir étaient de série à l'intérieur, tout comme une instrumentation modifiée avec un compteur de vitesse jusqu'à 280 km/h et un compte-tours jusqu'à 8000 tr/min avec une zone rouge à partir de 6900 tr/min, l'affichage de la consommation situé en bas du compte-tours sur les autres modèles a été omis, mais il a été remplacé par un affichage de la température de l'huile moteur comme sur les autres modèles M (par exemple la M3 E30 et tous les modèles M ultérieurs à l'exception de la 850 CSi); c'est là que se trouvait le logo "///M".
Avec 210 kW à 6500 tr/min, 340 Nm à 4500 tr/min et avec un poids à vide d'environ 1 510 kg, elle atteint une vitesse de pointe de 255 km/h et accélère de 0 à 100 km/h en 6,4 secondes.

### 1987: deuxième lifting
Le deuxième lifting effectué en mai 1987 était un peu plus visible à l'extérieur. Par exemple, les pare-chocs avant et arrière agrandis, déjà connus sur le marché américain, ont été modifiés et utilisent des caisses d'impact, connues des modèles BMW de l'époque, qui absorbent les chocs jusqu'à 15 km/h (jusqu'à 8 km/h de manière réversible à l'aide d'éléments à ressort amortis hydrauliquement, jusqu'à 15 km/h de manière irréversible par des éléments de déformation relativement facilement échangeables), ils sont montés sur tous les modèles. Sur les côtés, les pare-chocs étaient désormais décorés de caches en plastique peints de la couleur du véhicule. Le spoiler avant est devenu encore plus volumineux et il était désormais identique pour la 635 CSi et la M635CSi. Les pare-chocs élargis garantissent également que la longueur du véhicule est maintenant passée à 4 815 mm.
La technologie a été portée au niveau de l’E32 présentée en 1986, ce qui s'exprime le plus clairement par l'utilisation des triple phares ellipsoïde désormais utilisés sur toutes les BMW. Les phares antibrouillards étaient également équipés de cette technologie de lentille. La 628 CSi a été omise, la 635 CSi était équipée du moteur révisé de 3,5 litres et 155 kW (211 ch) (avec convertisseur catalytique) ou 162 kW (220 ch) (sans convertisseur catalytique) de la gamme E32/E34. Les modèles 635 CSi et M635CSi restant dans la gamme étaient désormais livrés en tant que modèles standard ou en tant que modèles avec convertisseur catalytique, mais les variantes respectives à haute compression et sans convertisseur catalytique étaient toujours disponibles sur demande du client.
La révision de la Série 6 se répercute également sur le prix, en juin 1987, une 635 CSi (avec catalyseur) coûtait 80 000 Deutsche Mark et la M635CSi (avec catalyseur) coûtait 106 000 Deutsche Mark.
La désignation de type officielle était toujours BMW 6 CS/1, mais officieusement, cette dernière version de l’E24 est souvent appelée CS/2.
Malgré ce lifting, les Série 7 E32, apparues en 1986, ont clairement indiqué que l’E24 était un beau véhicule, mais que techniquement, seuls quelques détails étaient à jour.
Dès 1986, Eckhard Eybl écrivait à propos des M5 E28 et M635CSi dans le magazine auto motor und sport : «La berline et le coupé ne sont plus jeunes, presque matures, ils verront bientôt leurs premiers successeurs dessinés par Erlkönig. Cependant, les gammes bien entretenues ont un avantage que les jeunes princesses aiment aussi découvrir. Ils sont matures et expérimentés jusqu'aux derniers engrenages; ces deux BMW sont également à leur apogée - beaucoup plus n'est guère possible dans ce cadre technique».

## Tuner

### Alpina
Grâce au système modulaire des moteurs BMW, il était facile pour Alpina d'assurer des augmentations de performances aussi bien adaptées à un usage quotidien que sportives dans le nouveau coupé Série 6.
Pour les BMW 630 CS et 633 CSi proposées au début de l'E24, les moteurs B2 et B8, bien connus de la Série 5 E12, de la berline E3 et du coupé E9, pouvaient être adaptés; la lettre B désigne le gros six cylindres M30, le chiffre suivant le stade de développement respectif.
Alpina opérait en tant que constructeur automobile indépendant à partir de 1978; L'une des premières vraies Alpina a été la B7 Turbo Coupé, initialement appelée BMW Alpina 630 Turbo, qui, avec 300 ch et 260 km/h, avait non seulement des performances similaires à celles d'une voiture de sport, mais également à un prix supérieur réglé à 79 990 Deutsche Mark. A titre de comparaison : une Porsche 928 avec une vitesse de pointe de 240 km/h coûtait 58 800 Deutsche Mark, une Golf I GTI avec une vitesse de pointe de 182 km/h coûtait 13 580 Deutsche Mark en 1976.

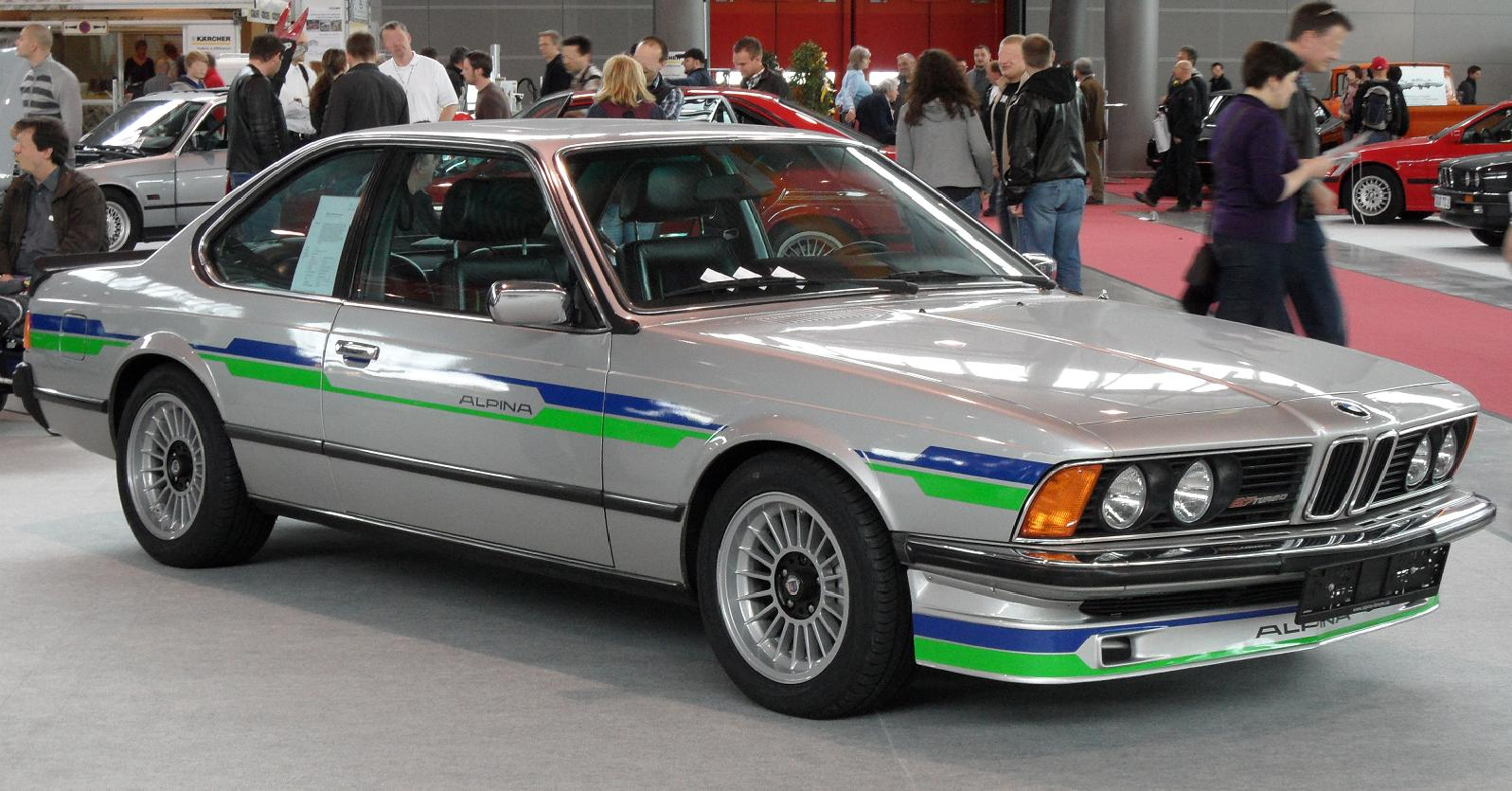
Alpina B7 Turbo Coupé
(1981; numéro de série 255)

Mais la variante B7 Turbo s'est également fait remarquer d'un point de vue technique : la pression de suralimentation maximale du turbocompresseur pouvait être réduite d'un maximum de 1,85 bar à 1,55 bar (équivalent à 250 ch) depuis le siège conducteur à l'aide d'une roue à vapeur, et un compresseur de résonance spécialement réglé assurait un développement de puissance amélioré à bas régime, c'est-à-dire avant le démarrage du turbocompresseur (décalage du turbo). Cette suralimentation alors dite «combinée» a été développée par l'ingénieur hongrois Dr. Cser, elle a été développée et mise en œuvre pour la première fois dans un véhicule de série par le responsable du développement des moteurs Alpina, Fritz Indra. Un système de mesure du volume d'air Pierburg DL à commande électronique et un système d’allumage Dr. Hartig étaient responsable de l'injection dans le collecteur d'admission.
Après le passage de BMW au nouveau Bosch Motronic, les B7 Turbo ont également bénéficié de ce contrôle moteur, qui ici intégrait et coordonnait le contrôle de la pression de suralimentation, de l'allumage et de l'injection. Après qu'Alpina ait été le premier constructeur automobile à utiliser les nouveaux convertisseurs catalytiques métalliques d'Emitec dans la production en série en raison de la contre-pression d'échappement plus faible par rapport aux convertisseurs catalytiques à substrats céramiques, le Motronic a également repris un contrôle lambda.
Les modèles B9 et B10, qui n'étaient pas aussi puissants, étaient quelque peu éclipsés, mais grâce à leur équilibre dû aux puissants moteurs atmosphériques, ils étaient dans la meilleure tradition du grand tourisme classique.
La B9, qui n'a été construite qu'à partir de 1982, était basée sur la 635 CSi, l'augmentation des performances a été obtenue grâce à un réglage moteur classique : les chambres de combustion hémisphériques assurent une meilleure combustion des conduits d'admission et de l'arbre à cames avec seulement un temps d'ouverture légèrement plus long (268° KW au lieu de 264° KW) et la forme de came modifiée a augmenté le mélange entrant, le Motronic a été réajusté en conséquence. Malgré des performances de conduite nettement meilleures, la B9 Coupé consomme moins de carburant que la BMW sur laquelle elle est basée. Cependant, avec un prix de 72 950 Deutsche Mark en 1982, la B9 se situe dans la même gamme de prix qu'une Mercedes-Benz 500 SEC, ce qui est certainement l'une des raisons pour lesquelles seuls 119 véhicules du modèle B9 et de son successeur, le modèle B10, sont apparus en 1985.

### Schnitzer
En 1982/83, Schnitzer a converti un total de 17 BMW 635 CSi Type 6 CS/1 en Schnitzer S6, et Schnitzer a vendu plus de 100 autres kits de conversion aux ateliers automobiles, qui à leur tour ont converti des E24. La S6 était équipée d'un moteur aux performances accrues, 180 kW (245 ch) à 6000 tr/min et un couple de 322 Nm, lui permettant d'atteindre une vitesse de pointe de 244 km/h.

### Hartge
Herbert Hartge GmbH a également réalisé des conversions de l’E24 de 1982 à 1987. Basé sur la 635 CSi, il y avait la H6 avec 177 kW (241 ch) et la H6sp avec 187 kW (254 ch), les vitesses de pointe réalisée étaient respectivement de 235 et 243 km/h.
Il y avait aussi la H6-24 basée sur la M635CSi, ici, les arbres à cames ont été modifiés et la compression a été augmentée à 11,0: 1, avec un Motronic réglé sur ces changements de moteur, la puissance moteur était de 244 kW (332 ch) à 6800 tr/min et le couple inchangé, 355 Nm à 4500 tr/min. La H6-24 atteint ainsi une vitesse maximale de 262 km/h et un temps d'accélération de 0 à 100 km/h de 6 secondes; l'augmentation de la vitesse de pointe n'est pas très significative par rapport à la M635CSi, puisque le rapport d’essieu arrière du véhicule de base a été adopté.
Tout comme Schnitzer, Hartge proposait également des jeux de spoilers, des modifications de châssis, des volants sport et des jantes en aluminium. Contrairement aux spoilers d’Alpina relativement subtils, Schnitzer et Hartge offraient des solutions plutôt accrocheuses.

### BMW 633 CSi TWR Hallmark Edition
Au début des années 1970, Tom Walkinshaw avait commencé à peaufiner et piloter une BMW 3.0 CSL avec des pièces Alpina (décrochant la victoire aux 6 Heures de Silverstone 1976 avec le pilote John Fitzpatrick), de la fin des années 1970 à 1985 il a créé TWR (Tom Walkinshaw Racing) puis il est devenu revendeur principal d’Alpina pour le marché britannique.
Lorsque la 635 CSi est apparue en 1978, les concessionnaires britanniques avaient encore de petits stocks de 633 CSi, qui a été progressivement supprimée sur le marché européen. Afin de pouvoir les vendre avec le plus de succès possible, la soi-disante TWR Hallmark Edition a été créée par BMW Grande-Bretagne en collaboration avec TWR. Tous ces véhicules étaient à conduite à droite, à l'exception de deux modèles à transmissions manuelles (dont une appartenant à Derek Bell), elles avaient toutes une transmission automatique; Le nombre total était de 26 (certaines sources parlent également de 56).
Les caractéristiques suivantes distinguent la TWR Hallmark Edition :
- Jantes alliage Alpina 7×16 (avant) et 8×16 (arrière) avec pneus Pirelli P7
- Spoiler avant Alpina, mais pas de spoiler arrière
- Châssis Alpina/Bilstein et freins plus puissants
- Doubles bandes étroites circonférentielles peintes à la main à la hauteur de la ceinture de caisse et un "H" peint à la main sur le becquet avant
- Couvercle de cendrier en argent massif gaufré avec un 'H' et bien sûr 'Hallmark'; Le nom de TWR Hallmark Edition est dérivé de ceci
- Appuie-tête avant avec badge "H" argenté sur les côtés

Le supplément pour une voiture TWR Hallmark Edition était d'environ 4 000 £, ce qui porte le prix de la 633 CSi dans la fourchette des 20 000 £, ce qui la rend plus chère que la nouvelle 635 CSi.

### Autre
En plus des fabricants déjà mentionnés, il y avait d'autres sociétés qui proposaient principalement des "raffinements" optiques pour l'E24. Il s'agit notamment de fabricants d'accessoires, tels que B. Kamei et Zender, mais aussi de larges conversions par des entreprises telles que Langenberg, Koenig-Specials, Gemballa et ABC-Exclusive, ces deux dernières en particulier modifiant également considérablement l'intérieur grâce à l'installation de téléviseurs et de systèmes stéréo étendus jusqu'aux petits réfrigérateurs,.

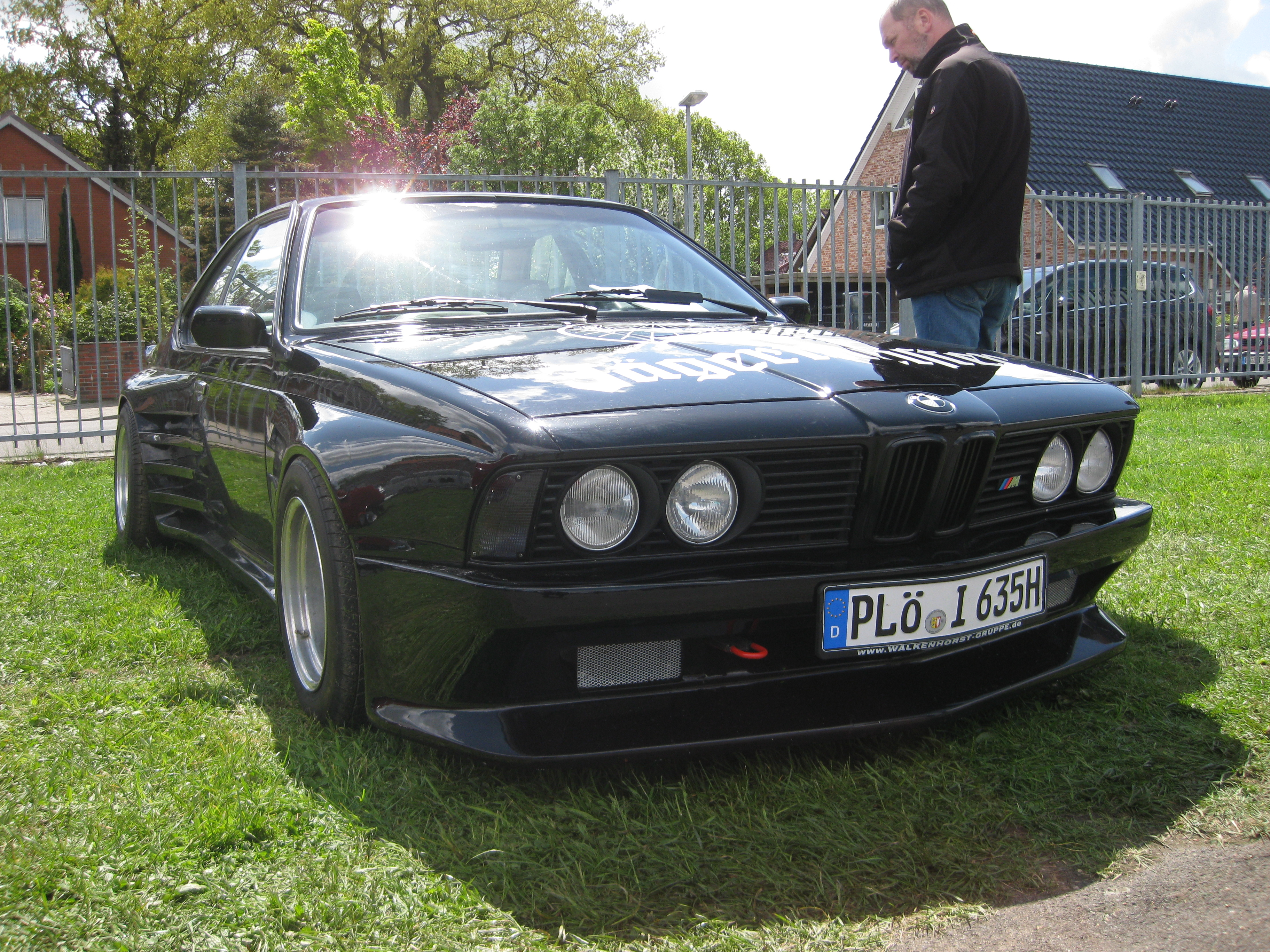
Vue de face de la Langenberg Breitbau
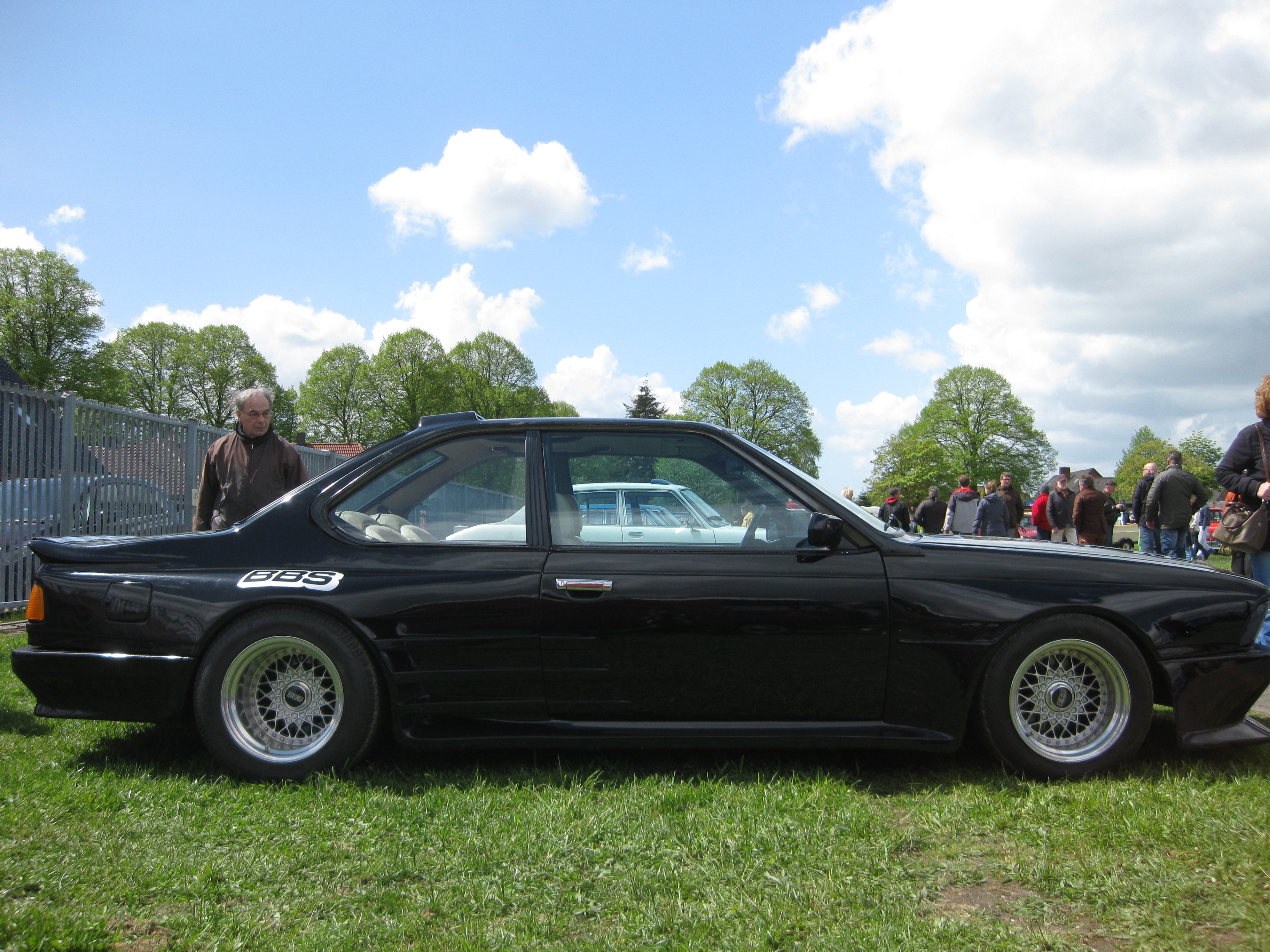
Vue de côté
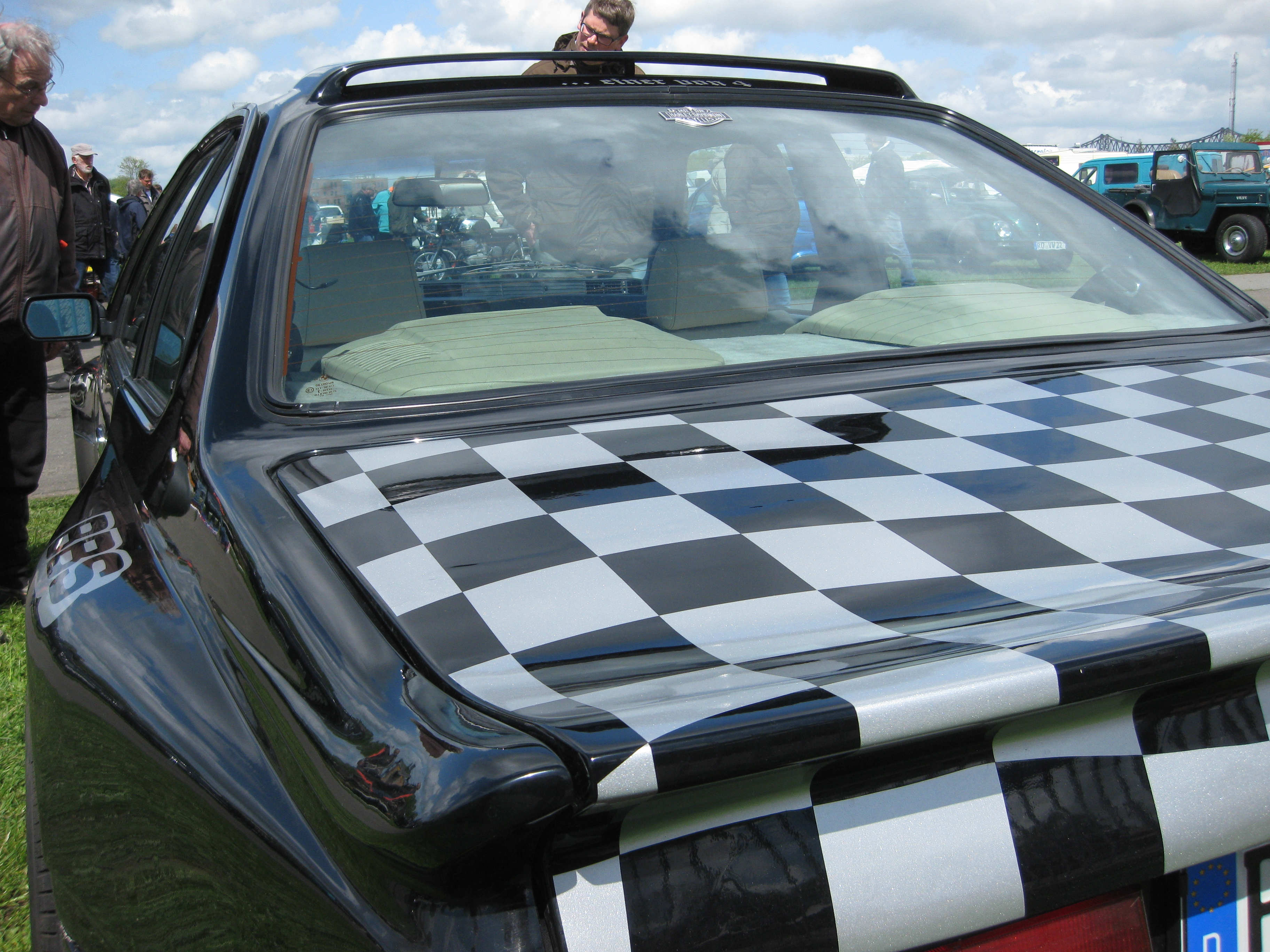
Vue arrière avec le becquet de toit
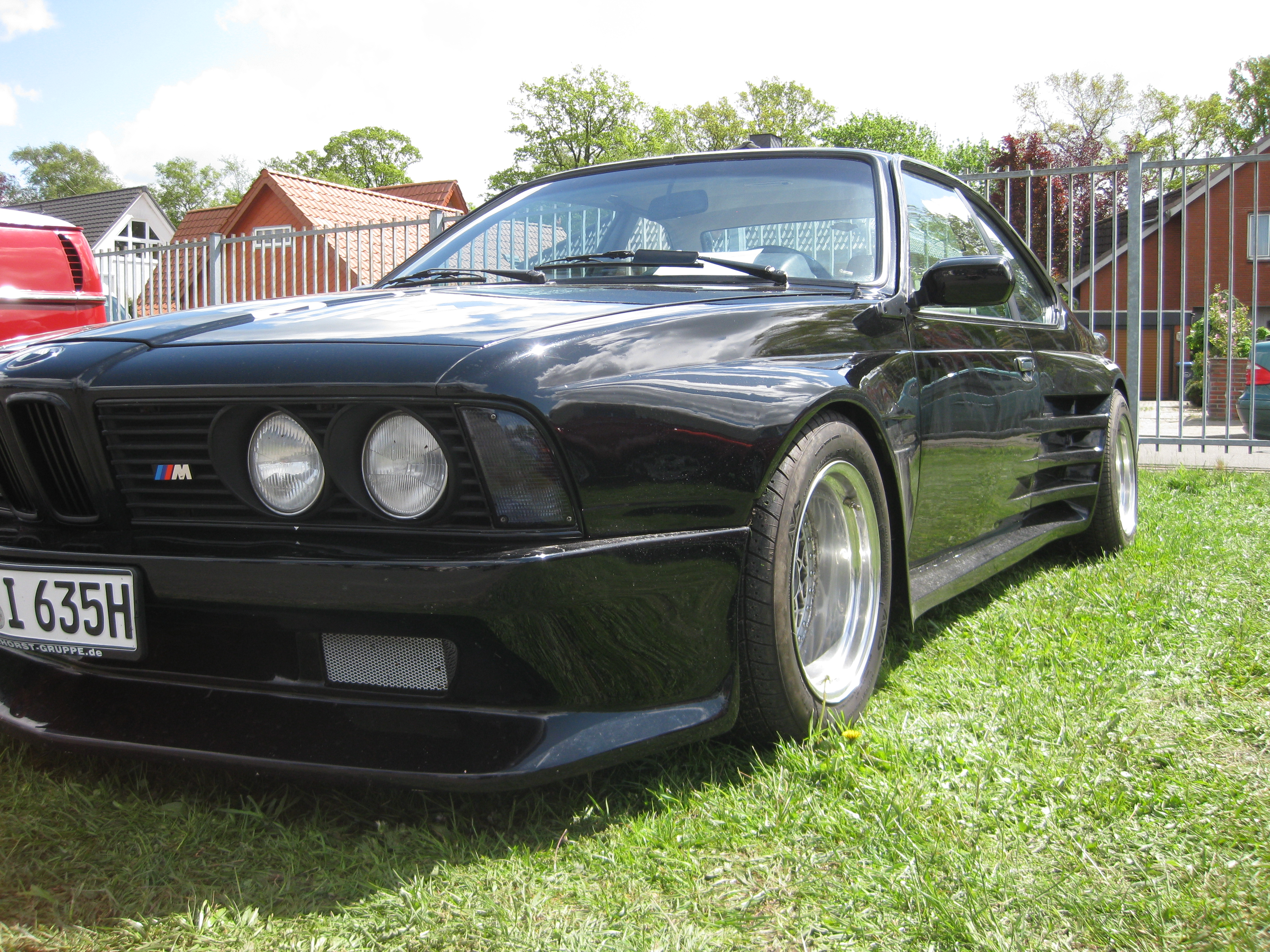
Vue de face

## Versions de course
Dès 1981, la 635 CSi est utilisée avec succès dans les courses de voitures de tourisme en groupe 2 et, à partir de 1982, en groupe A par des équipes et des préparateurs, dont certains sont pris en charge par l’usine, ou même pour le compte de l’équipe Schnitzer Motorsport, pilotée par des pilotes tels que Dieter Quester, Marc Surer, Hans-Joachim Stuck, Gerhard Berger et Roberto Ravaglia.

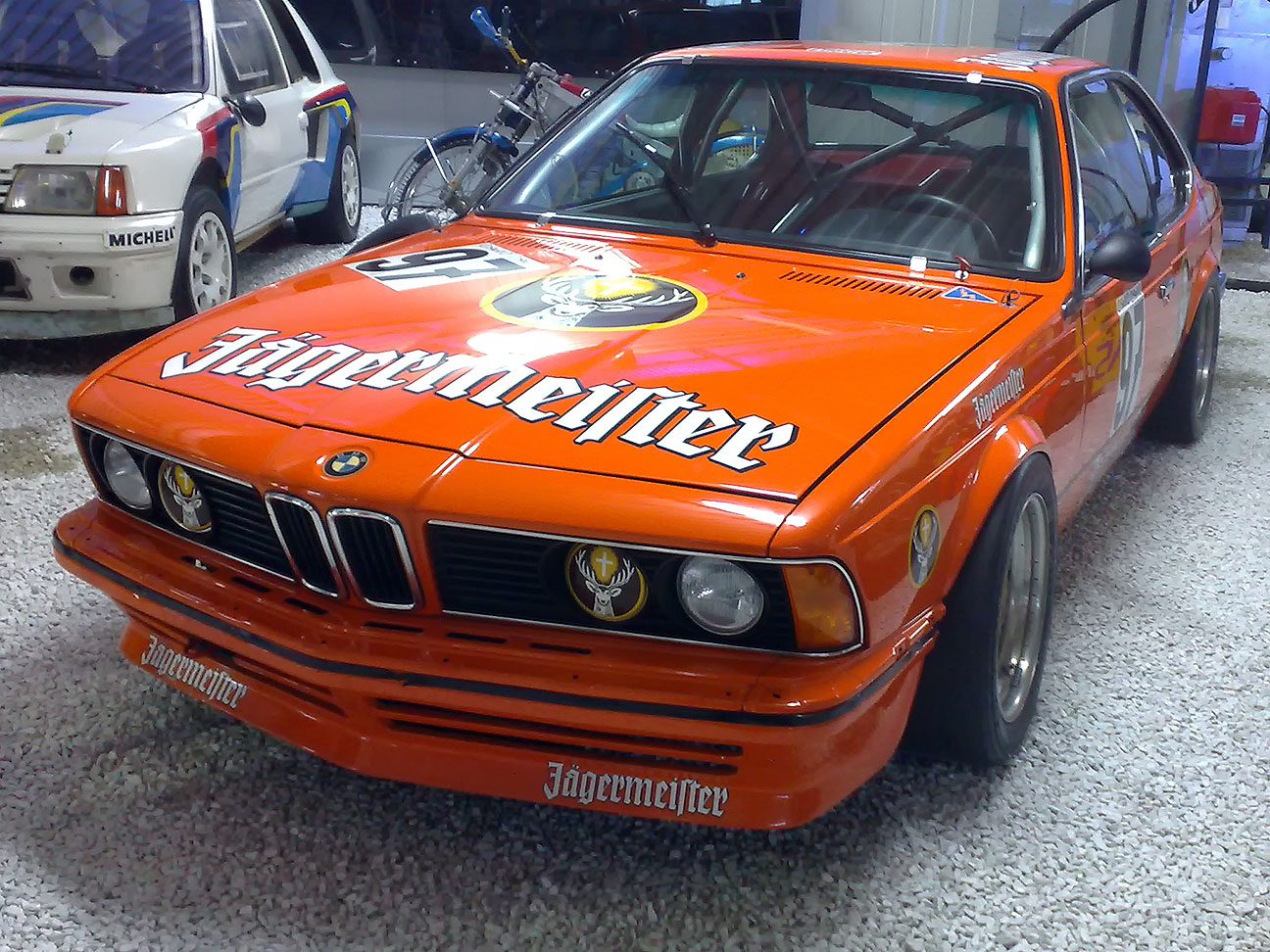
BMW 635 CSi coupé de course

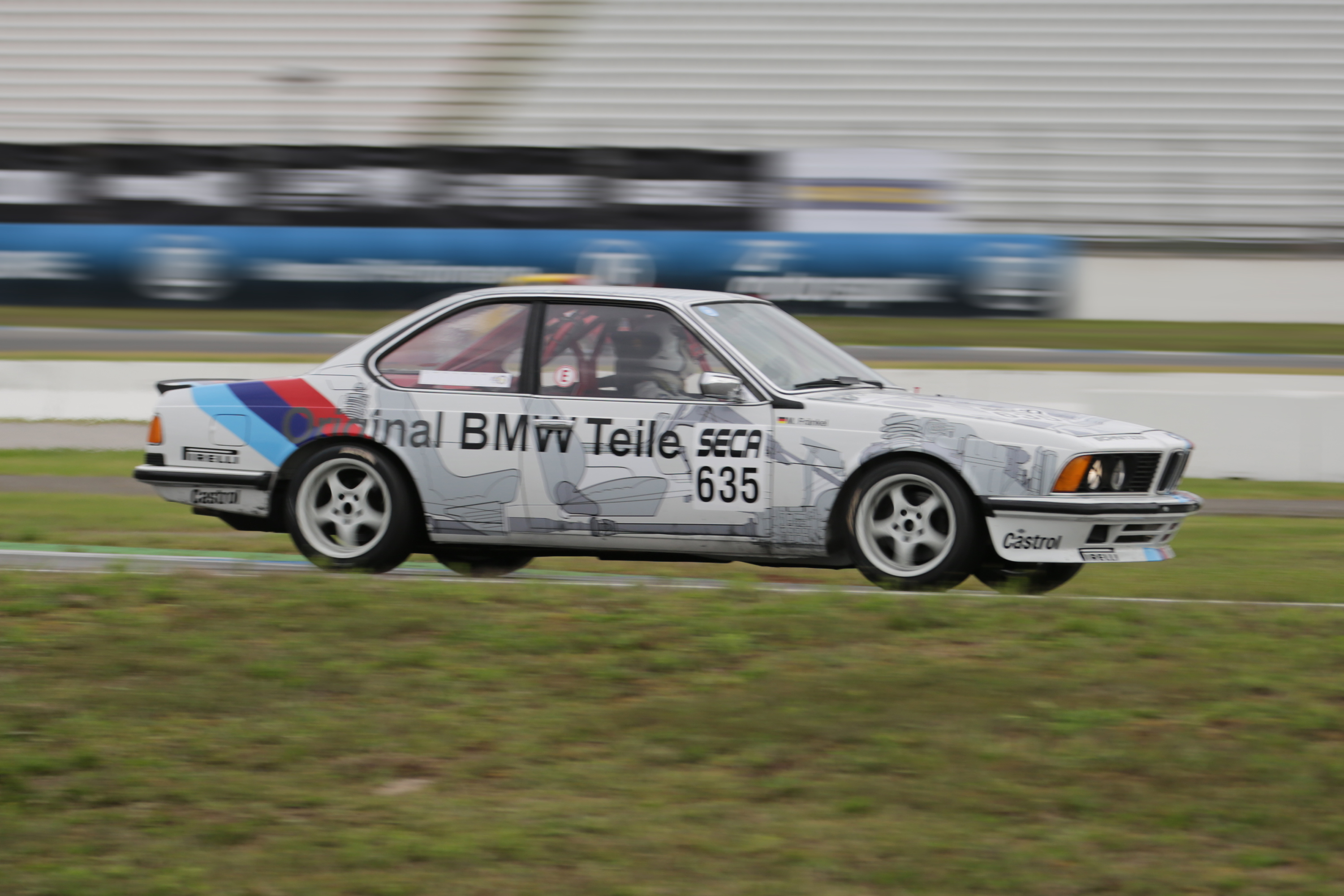
BMW 635 CSi de 1984 et 3 500 cm³ au Hockenheim Historic 2021

Étant donné que BMW n’utilise pas ses propres véhicules d’usine, les véhicules de course sont créés en coopération entre BMW, les fournisseurs de pièces et les équipes de course. La carrosserie de la 635 de course est spécialement soudée chez Karmann, et BMW fournit le châssis, les freins, le réservoir de sécurité, ainsi que les pièces aérodynamiques et d’équipement dans un kit de pièces special. Puisqu’à cette époque, à part BMW, seul Alpina était en mesure d’effectuer la reprogrammation nécessaire de l’électronique du moteur, tous les moteurs de course provenaient d’Alpina. Le prix d’une carrosserie comprenant un kit de pièces était de 120 000 Deutsche Mark en 1983, le moteur coûtait encore 35 000 Deutsche Mark.
Bien que le coupé avait une vitesse de pointe de 250 km/h et une puissance de 300 ch, il manquait un peu de performances par rapport à la Jaguar XJ-S de 420 ch et à la Volvo 240 turbocompressé de 350 ch, il roulait en raison de sa fiabilité, de sa convivialité et non moins à cause de sa frugalité relative, il remporta trois fois le championnat d’Europe des voitures de tourisme jusqu’en 1986, en 1981 avec Helmut Kelleners, en 1983 avec Dieter Quester et en 1986 avec Roberto Ravaglia.
En 1983, 1985 et 1986, la 635 CSi remporte les 24 Heures de Spa-Francorchamps, qui faisaient alors partie du Championnat d’Europe des Voitures de Tourisme. En 1984 et 1985, le coupé remporte la course des 24 Heures du Nürburgring.

BMW 635 CSi Schnitzer Groupe A utilisé avec la conception des pièces d’usine d’origine BMW
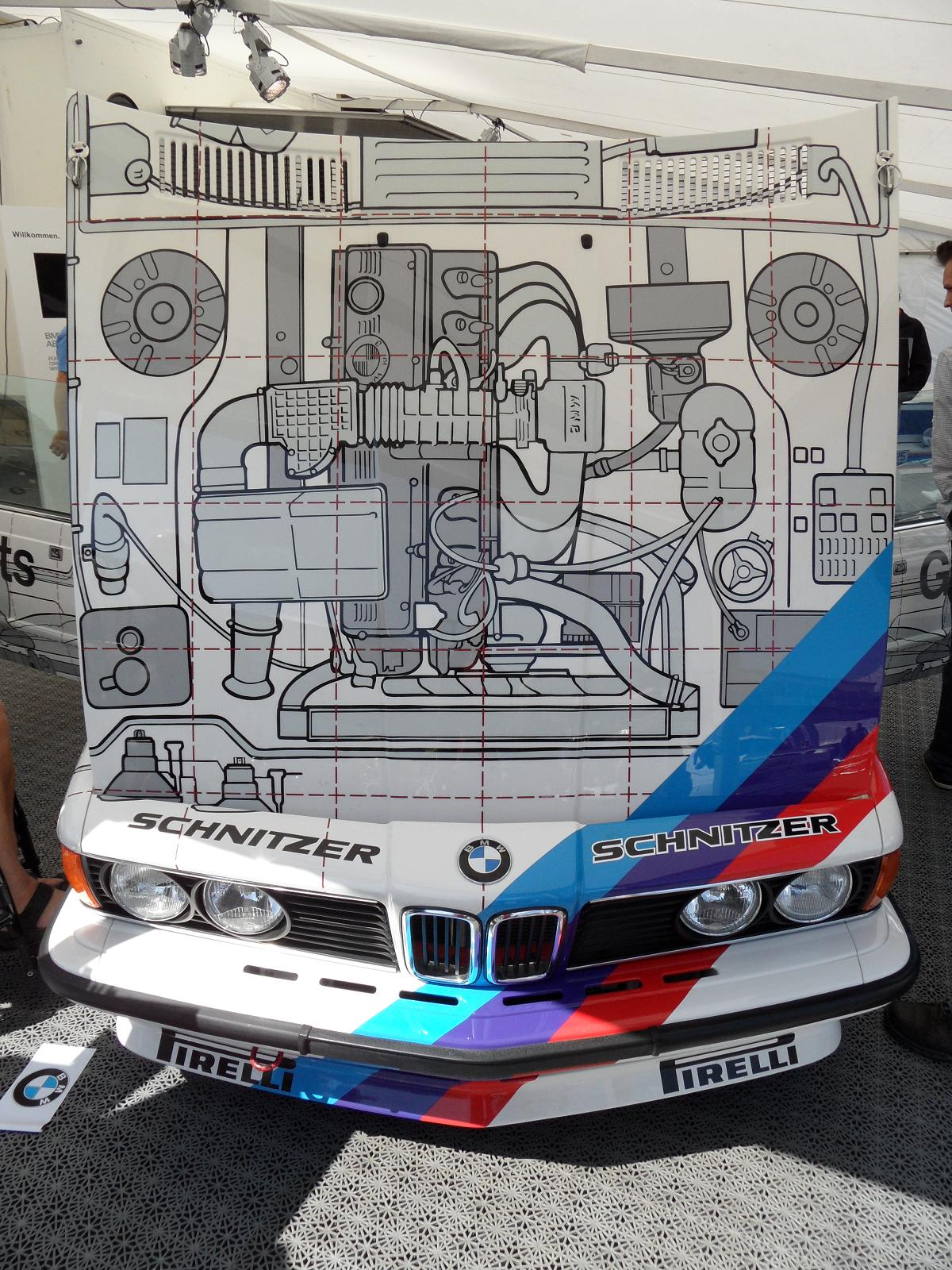
Vue de face avec le capot ouvert
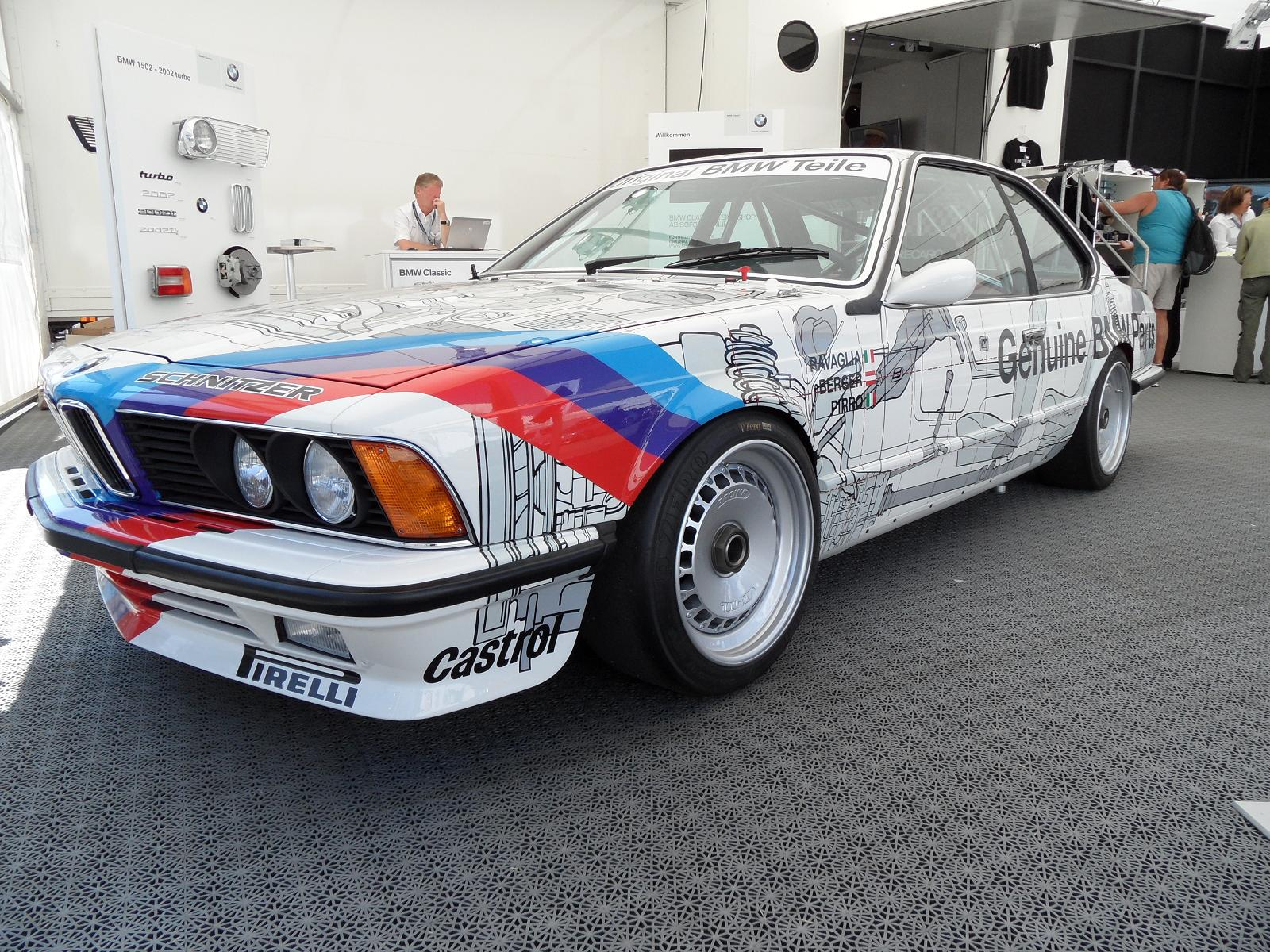
Vue latérale de face
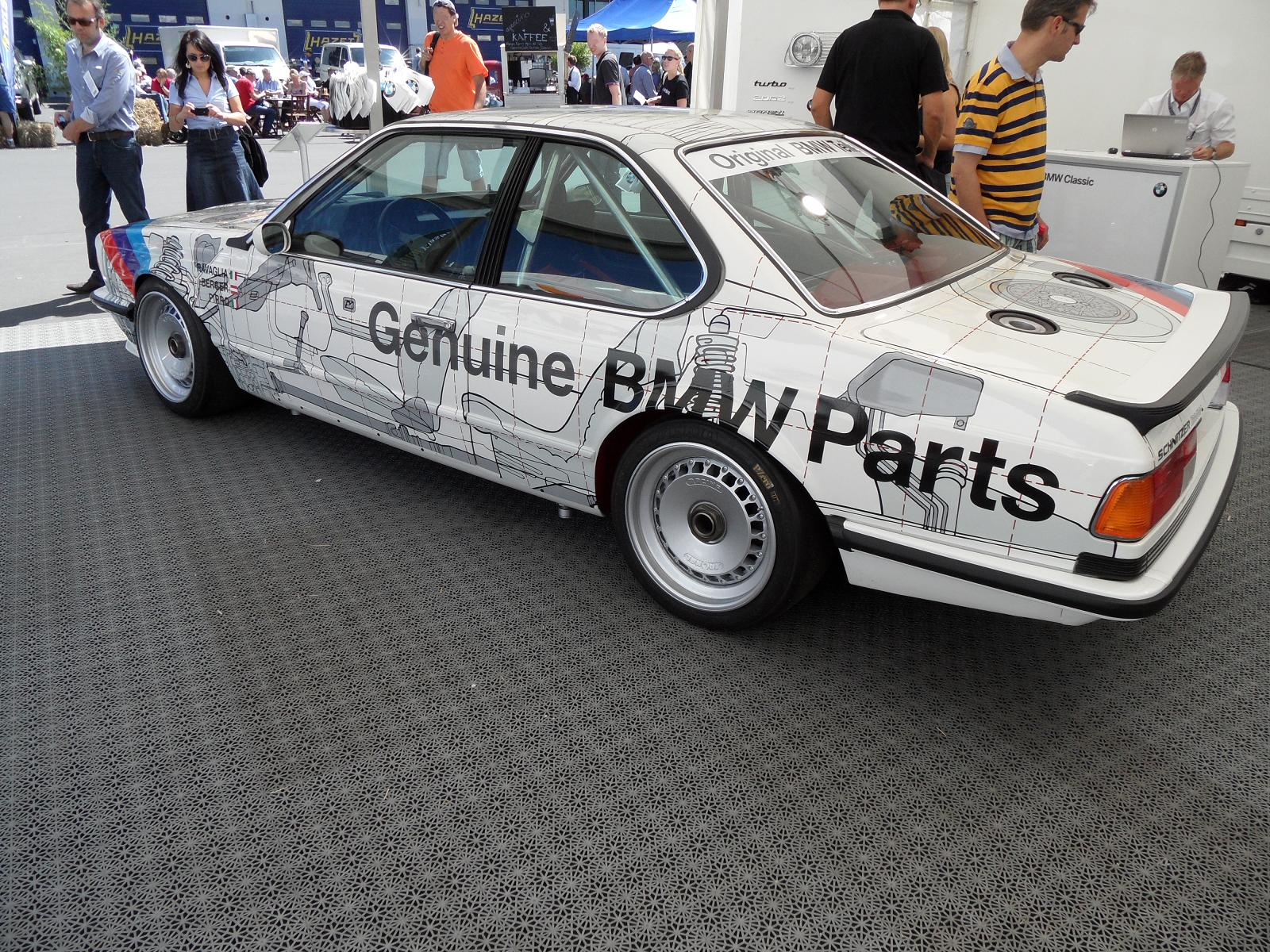
Vue latérale de derrière

En 1984, l’année de la création du DTM, Volker Strycek a remporté le premier championnat dans une voiture de course du groupe A; il n’avait pas gagné une seule course, mais marqué régulièrement des points.
Outre l’Allemagne, la 635 CSi coupé de course a également été utilisé en Grande-Bretagne, en France, en Belgique, en Scandinavie, en Australie, en Nouvelle-Zélande et au Japon dans les championnats de voitures de tourisme nationaux respectifs, également dans des courses de montagne dans les Alpes et en Grande-Bretagne et dans des courses de rallycross en France, mais principalement en tant que véhicule de tourisme. Cependant, comme la force du coupé de course résidait plus dans la fiabilité que dans la vitesse, il n’y réussissait pas aussi bien que dans les championnats de voitures de tourisme allemands ou européens ou dans les courses de longue distance, dans lesquelles des équipes soutenues par l’usine affrontaient plusieurs véhicules.
Les 635 CSi coupé ont également été lancés lors de certains rallyes. En 1982, Winfried Herrmann et Dieter Schneppenheim ont pris le départ du Rallye de Monte-Carlo avec une voiture du Groupe 2,. En 1985, une 635 CSi du groupe A, en fait une voiture de circuit de Hartge Motorsport, a été utilisée par Andreas Rausch au Rallye Vorderpfalz; Rausch/Plenk ont même obtenu la 6e place au classement général.

## BMW Art Cars
Article principal : BMW Art car
La gamme BMW Art Cars, dans laquelle des véhicules individuels sont repeints par des artistes renommés, comprend également deux BMW de la gamme E24 :
En 1982, Ernst Fuchs a conçu une BMW 635 CSi, qu'il a appelé l'œuvre d'art "Renard de feu chassant les lapins". Pour la première fois dans l'histoire de BMW Art Cars, ce n'est pas un véhicule de course qui est peint comme une œuvre d'art, mais un véhicule de série.
La BMW 635 CSi de 1986 repeinte par l'artiste américain Robert Rauschenberg est également une Série 6 coupé standard, mais cette fois une version américaine. Contrairement à ses prédécesseurs, la conception artistique n'est pas transférée à la carrosserie au moyen de la peinture, mais par des techniques photographiques.

Rauschenberg BMW Art Car (1986)
Vue du côté gauche
Vue de face
Vue du côté droit
Vue arrière

Les deux véhicules sont purement des expositions; ils n'ont jamais été utilisés sur la route ou - comme leurs prédécesseurs - dans des courses.

## Variantes selon les pays
Il y avait au total quatre variantes internationales de l’E24, c’est-à-dire avec des modifications générales ou des moteurs spéciaux pour certaines régions de vente.
- Europe : modèle de base, conduite à gauche pour les pays d’Europe continentale et conduite à droite pour le Royaume-Uni. L’Europe étant à l’époque le plus grand marché de vente de BMW, la plupart des variantes de moteurs et d’équipements optionnels était disponible ici. Désignation des modèles : ECE ou KAT.
  - Suisse/Suède : une 635 CSi avec un moteur de 3,2 litres à échappement nettoyé (injection d’air secondaire, recirculation des gaz d’échappement) était proposée jusqu’à fin 1984 pour respecter les limites d’émission et de bruit plus strictes applicables en Suisse depuis octobre 1982[25], ce moteur avait une puissance de 145 kW (197 ch); ce modèle était également vendu en Suède. De l’année modèle 1985 jusqu’au deuxième lifting en 1987, la 635 CSi suisse disposait alors soit d’un moteur de 3,4 litres à basse compression de 150 kW (204 ch) (et d’une deuxième cartographie d’allumage pour les vitesses inférieures à 65 km/h) soit du moteur européen de 3,4 litres avec catalyseur. Avant et après les périodes précisées ci-dessus, les 633 CSi et 635 CSi suisse ne diffèrent pas des modèles ECE. Il n’y avait pas non plus de désignation de modèle distincte.
- États-Unis : pour les États-Unis et le Canada, certains modèles étaient proposés selon des réglementations spéciales concernant les émissions d’échappement et la sécurité des véhicules (pare-chocs, ceinture de sécurité avec rappel, troisième feu stop). Désignation des modèles : U49 (pour les 49 États américains hors Californie), plus tard U50 (voir Californie).
- Californie : la CARB imposant depuis 1976 des limites particulièrement strictes pour les émissions des véhicules, les modèles 630 CSi et 633 CSi destinés au marché californien ont été équipés d’un système d’allumage et d’injection modifié de 1977 à 1979 en plus des mesures de post-traitement des gaz d’échappement qui sont nécessaires pour les États-Unis de toute façon. La 633 CSi, disponible aux États-Unis à partir de septembre 1979, respectait également de série les réglementations californiennes en matière d’émissions, ce qui signifie que cette variante spéciale n’était plus unique à la Californie. Désignation des modèles : CAL.
- Japon : les modèles pour le Japon correspondent aux modèles américains de juillet 1979 (les 633 CSi japonaise avaient un convertisseur catalytique non régulé de février 1978 à juillet 1979) en termes de mesures d’émissions, mais elles ont les pare-chocs plus minces des véhicules européens. À l’exception de la M6, toutes les 633 CSi et 635 CSi livrées au Japon sont équipées de transmissions automatiques. Ces véhicules n’ont été construits que jusqu’en novembre 1988. Chiffres de ventes : 633 CSi (1 888), 635 CSi (1 848) et M6 (164). Désignation des modèles : JAP.

### Modèles américains dépollués
Après que BMW ait repris la structure de vente de l’importateur américain Maximilian "Maxie" Hoffman en 1975, qui, en tant qu’importateur général pour Mercedes-Benz et BMW, a également joué un rôle important dans le développement de la BMW 507 et avant cela de la Mercedes 300 SL, la société de vente de BMW Amérique du Nord a été fondée et les ventes ont presque doublé en trois ans aux États-Unis. La nouvelle Série 6 coupé y a également contribué.
- 630 CSi (09/76-07/77) : un moteur avec des mesures étendues pour réduire les émissions a été développé pour répondre aux réglementations américaines strictes en matière d’émissions : recirculation des gaz d'échappement, système d’air secondaire, évaporation du carburant et épuration thermique des gaz d’échappement. La compression a dû être abaissée pour les carburants disponibles aux États-Unis qui ont des propriétés antidétonantes plus faibles. Étant donné que la postcombustion des gaz d’échappement est très sensible aux changements rapides de vitesse et de charge du moteur - en particulier si le changement du point de fonctionnement du moteur est petit, plus la commande pilote ou le suivi du mélange air-carburant est simple, plus le volume de gaz d’échappement recircule et l’air secondaire insufflé maintient la post-combustion des gaz d’échappement comme dans le principe du réacteur thermique, la décélération associée conduit à des performances de conduite extrêmement douces, de sorte que les chiffres de ventes ont lentement évolué de manière appropriée, même si la nouvelle Série 6 était par ailleurs considérée comme nettement supérieure à sa prédécesseur[28]. Chiffres de ventes : avec boîte manuelle 928 (avec boîte automatique 866) dont 432 (430) en Californie.
- 633 CSi L-Jetronik (09/77-05/79) : le premier remède a été l’augmentation de la cylindrée du moteur 3,2 litres de la 633 CSi, qui, en raison du paquet de mesures repris de la 630 CSi, n’a conduit qu’à une augmentation de la puissance d’un cheval, mais a maintenant amélioré les performances de conduite grâce à la configuration globale révisée. En dehors de cela, la climatisation et la sellerie cuir faisaient désormais partie de l’équipement standard américain. Chiffres de ventes : 687 (776) dont 237 (269) en Californie.
- 633 CSi Motronic (07/79-09/84) : grâce à la sonde lambda introduite par Bosch en 1976, le thermoréacteur, difficilement maniable, peut désormais être remplacé par une épuration catalytique des gaz d’échappement, ce qui signifie que l’injection d’air secondaire et la recirculation des gaz d’échappement ainsi que le modèle unique à la Californie ne sont plus obligatoire. Le nouveau moteur Motronic de Bosch, qui n’était disponible que dans la 633 CSi du marché américain, a pris le contrôle de la gestion du moteur et du post-traitement des gaz d’échappement. En conséquence, la puissance délivrée a finalement pu être considérablement améliorée malgré les mêmes performances du moteur, les performances de conduite étaient désormais dignes : 8,4 secondes pour le sprint de 0 à 60 mph, standard aux États-Unis, et une vitesse de pointe de 124 mph (200 km/h)[29]. Au total, 5 553 (4 131) 633 CSi U50 ont été vendues.
- 635 CSi et M6 (de 1985 à 1987) : le convertisseur catalytique ayant fait ses preuves, plus aucune technologie s’écartant des modèles européens (KAT) n’a été installée pour les versions américaines de la 635 CSi et plus tard de la M6, les différences ne concernent que l’équipement intérieur et les pare-chocs. 3 713 (9 289) 635 CSi américaine et 1 767 M6 américaine ont été livrées.

### L6 et M6

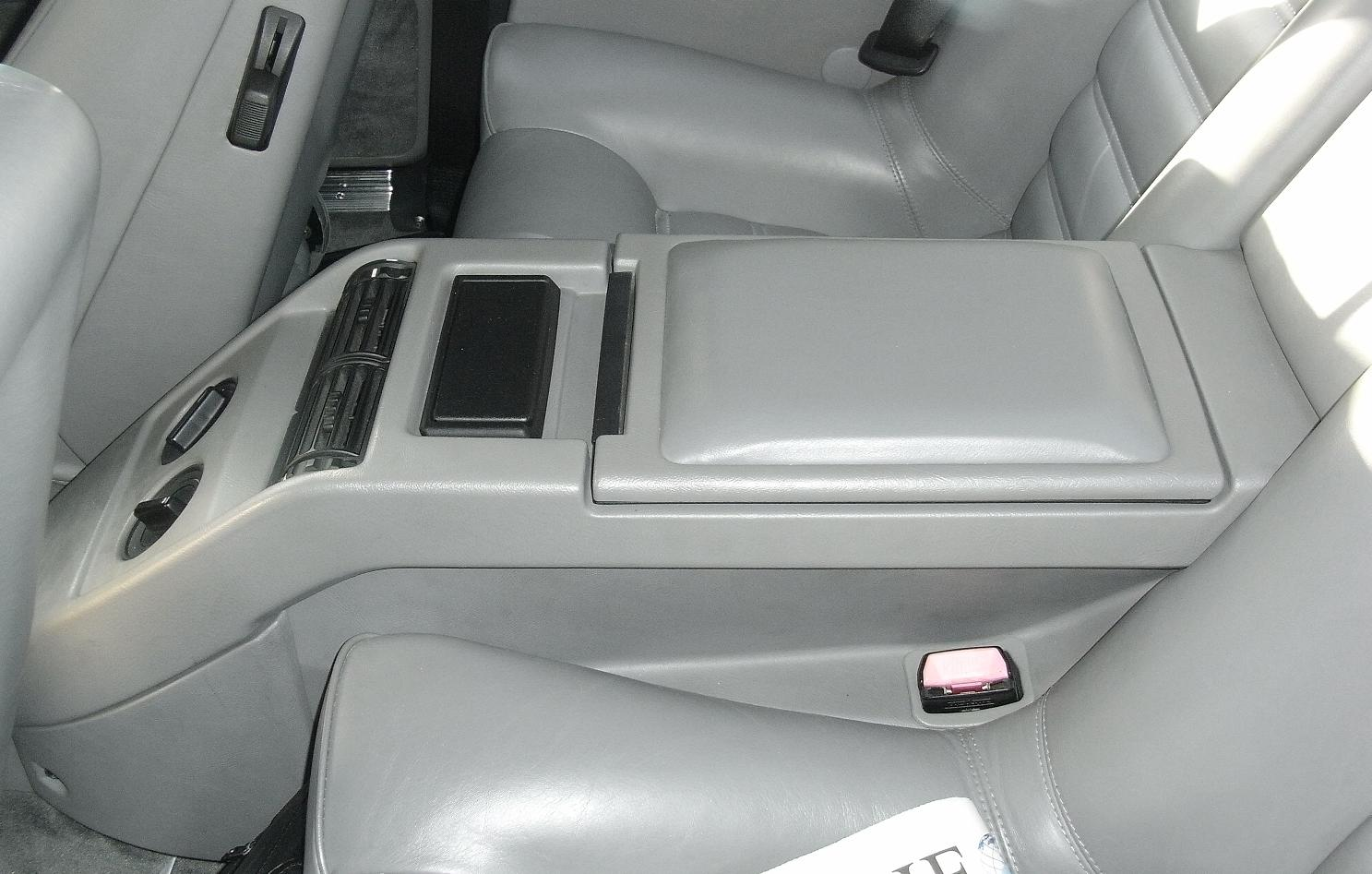
Climatisation arrière de l’E24

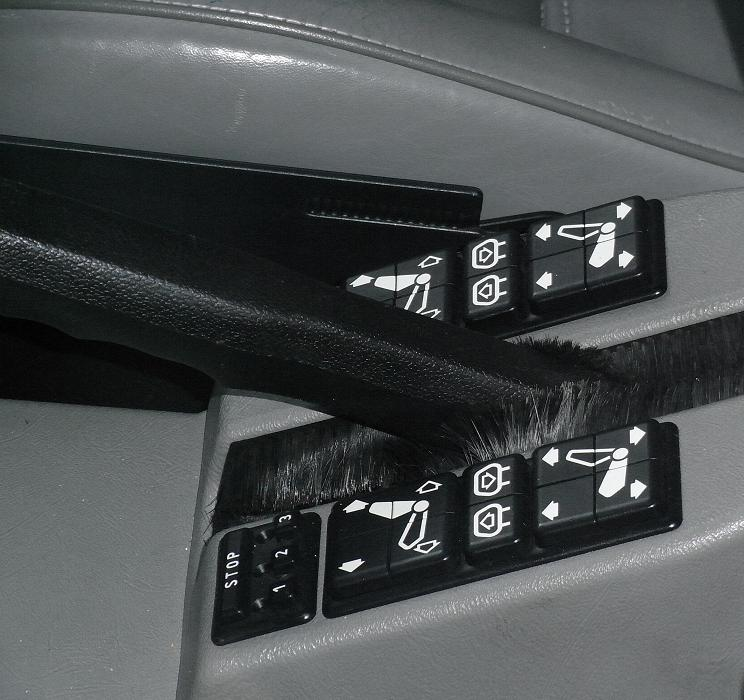
Réglage électrique du siège

À partir de l’année modèle 1987, la 635 CSi était proposée aux États-Unis et au Canada avec le moteur à faible compression et le convertisseur catalytique standard sous la désignation de vente BMW L6, mais l’intérieur était beaucoup plus vaste (intérieur entièrement recouvert de cuir, climatisation arrière, réglage électrique du siège, etc…); à partir du deuxième lifting (CS/2), la voiture s’appelait à nouveau la 635 CSi et le tableau de bord recouvert de cuir a été omis.
À partir de l’année modèle 1987, la M6 était proposée aux États-Unis en même temps que la M635CSi européenne (KAT), elle avait le même équipement intérieur que la L6, à l’exception des sièges sport standard. Les modèles d’Amérique du Nord, comme ceux du Japon, avaient un emblème ///M6 sur la calandre et sur le couvercle du coffre (les trois barres obliques avant la lettre M représentent les trois barres de couleur inclinées avec les couleurs de BMW Motorsport de l’époque, le bleu, le violet et le rouge), en Europe, il n’y avait que l’emblème ///M qui était également présent sur le couvercle du coffre.
À partir du deuxième lifting en 1987, l’équipement L6 était également proposé en Europe pour les 635 CSi et M635CSi en tant qu’équipement dit Highline, a un prix allant de 11 275 à 12 500 Deutsche Mark en Allemagne.

## Inventaire en Allemagne
En Allemagne, le stock de BMW E24 est répertorié selon le fabricant, les numéros de code de type et la Kraftfahrt-Bundesamt. Les types avec moins de 100 véhicules ne sont pas représentés. Jusqu’en 2007, l’inventaire comprenait non seulement le nombre de véhicules immatriculés mais aussi le nombre de pertes temporaires. Depuis 2008, l’inventaire ne contient que les "véhicules dans le trafic" y compris les plaques d’immatriculation saisonnières.
| Chiffres du fabricant/Numéros des codes de type | Modèles   | kW     | 1.1.2005 | 1.1.2006 | 1.1.2008 | 1.1.2009 | 1.1.2010 | 1.1.2011 | 1.1.2012 | 1.1.2013 | 1.1.2014 | 1.1.2015 |
| ----------------------------------------------- | --------- | ------ | -------- | -------- | -------- | -------- | -------- | -------- | -------- | -------- | -------- | -------- |
| 0005/393                                        | 633 CSi   | 147    | 112      | 100      |          |          |          | 107      | 109      | 117      | 113      | 120      |
| 0005/407                                        | 635 CSi   | 160    | 280      | 245      | 133      | 129      | 154      | 162      | 185      | 198      | 211      | 219      |
| 0005/424                                        | 628 CSi   | 135    | 517      | 455      | 246      | 222      | 210      | 205      | 201      | 193      | 204      | 228      |
| 0005/425                                        | 635 CSi   | 160    | 1.437    | 1.280    | 673      | 651      | 614      | 605      | 599      | 596      | 635      | 683      |
| 0005/434                                        | M 635 CSi | 210    | 533      | 487      | 247      | 243      | 238      | 229      | 241      | 252      | 252      | 255      |
| 0005/445                                        | 635 CSi   | 136    | 234      | 229      | 127      | 127      | 117      | 104      | 102      | 107      | 104      | 101      |
| 0005/468                                        | 635 CSi   | 155    | 473      | 458      | 317      | 305      | 299      | 301      | 301      | 291      | 298      | 296      |
| Source                                          | Source    | Source | [ 30 ]   | [ 31 ]   | [ 32 ]   | [ 33 ]   | [ 34 ]   | [ 35 ]   | [ 36 ]   | [ 37 ]   | [ 38 ]   | [ 39 ]   |

## L’E24 au cinéma et à la télévision
Plus récemment, la Série 6 a été vue comme voiture de société de Benno Berghammer (Ottfried Fischer) dans la série télévisée Der Bulle von Tölz, dans la série télévisée Dallas, Cliff Barnes (Ken Kercheval) a conduit une E24 pendant quelques saisons, et l’une des protagonistes du film Allô pizza conduisait également une E24, que l’on y voit souvent. De même, Cybill Shepherd et Bruce Willis (rôle principal) ont conduit une BMW 633 CSi en or dans la série télévisée américaine Clair de lune, tout comme Hawk (Avery Brooks) conduit une Série 6 noire dans la série américaine Spenser avec Robert Urich. Un modèle attrayant de l’E24 en rouge peut être vu dans le film L'Arme fatale 2 dans une folle poursuite en voiture avec Riggs et Murtaugh. Dans le film Retour vers le futur 2, Griff roule devant le Café 80 dans une BMW 633 CSi transformée en cabriolet futuriste.
Dans le film l'aventure intérieure le tueur à gages conduit une 635 Csi. Dans le film Le Feu et la Glace, un véhicule blanc à 6 places est utilisé par l’actrice principale. Dans la comédie Karambolage sur les relations ouest/est-allemande, un carambole adversaire roule dans une Série 6 convertie en cabriolet par Wartburg. Une BMW 630 CS bleu argenté apparaît dans le clip Do it right (2016) de Martin Solveig.